# Умершие в сентябре 2021 года
Это список известных людей, соответствующих установленным критериям значимости (см. Википедия:Критерии значимости персоналий), умерших в сентябре 2021 года.
Причина смерти указывается лишь в исключительных случаях (убийство, самоубийство, гибель в результате военных действий, смертная казнь, ДТП или несчастные случаи). В остальных случаях — не указывается.

## 30 сентября

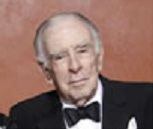
Карлайл Флойд

- Исьянов, Равиль Ахмедуллович (59) — американский киноактёр[1].
- Лемиш, Владислав Юрьевич (51) — советский, азербайджанский и российский футболист[2].
- Перес Франсес, Хосе (84) — испанский шоссейный велогонщик[3].
- Сугияма, Коити (90) — японский игровой композитор[4].
- Таригхат Монфаред, Хассан (75) — иранский государственный деятель, министр здравоохранения и медицинского образования Ирана (2012—2013)[5].
- Флойд, Карлайл (95) — американский оперный композитор[6].
- Шугай, Эдуард Иванович (84) — советский и российский спортсмен по парусному спорту, чемпион СССР[7].
- Эберг, Леннарт (79) — шведский джазовый музыкант и композитор[8].
- Ющенко, Александр Николаевич (85) — советский передовик сельского хозяйства, Герой Социалистического Труда (1971) (о смерти объявлено в этот день)[9].

## 29 сентября

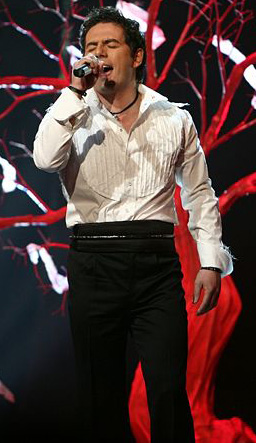
Айко

- Айко (48) — армянский певец, заслуженный артист Республики Армения (2006)[10].
- Аржанов, Борис Яковлевич (79) — советский и российский актёр и режиссёр, артист Рязанского театра драмы (с 1974), народный артист Российской Федерации (1995)[11].
- Вальничек, Борис (94) — чешский астрофизик[12].
- Гиззатов, Вячеслав Хаменович (79) — советский и казахстанский государственный деятель, дипломат, Чрезвычайный и Полномочный Посол Казахстана в Иране (1996—2000), ФРГ (2000—2003) и в Туркменистане (2004—2005)[13].
- Дашевский, Вениамин Яковлевич (87) — советский и российский учёный-металлург, заведующий лабораторией физикохимии металлических расплавов им. академика А. М. Самарина Института металлургии и материаловедения им. А. А. Байкова РАН. Лауреат премии Совета Министров СССР, премии Правительства Российской Федерации[источник не указан 1407 дней]
- Зальцведель, Хайко (64) — немецкий тренер по велогонкам на треке[14].
- Компаньони, Оттавио (95) — итальянский лыжник, участник зимних Олимпийских игр 1952 года в Осло, 1956 года в Кортина-д’Ампеццо, 1960 года в Скво-Вэлли[15].
- Кутавичюс, Бронюс (89) — литовский композитор, лауреат Государственной премии Литовской ССР (1986)[16].
- Либо, Оливье (57) — французский гитарист и автор песен, сооснователь группы «Nouvelle Vague»[17].
- Лузин, Владимир Петрович (85) — советский и российский фаготист и музыкальный педагог, заслуженный артист РСФСР (1979), профессор Новосибирской консерватории (1990)[18].
- Сантуш, Алешандри Жозе Мария душ (97) — мозамбикский кардинал, архиепископ Мапуту (1974—2003), кардинал-священник с титулом церкви Сан-Фруменцо-ай-Прати-Фискали (с 1988 года)[19].
- Тайло, Майкл (73) — американский актёр[20].
- Тасовац, Иван (55) — сербский пианист и государственный деятель, министр культуры и информации Сербии (2013—2016)[21].
- Тебуев, Шукур Шабатович (77) — карачаевский поэт, прозаик, журналист[22].
- Яворский, Михаил Иосифович (84) — советский и российский энергетик, профессор Томского политехнического университета, заслуженный энергетик РФ (1998)[23].

## 28 сентября

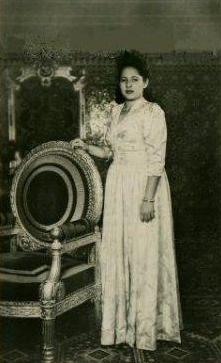
Лалла Малика

- Армстронг, Каран (79) — американская оперная певица (сопрано)[24].
- Вивье, Жак (90) — французский шоссейный велогонщик[25].
- Кирк, Томми (79) — американский актёр[26].
- Лалла Малика (88) — марокканская принцесса из династии Алауитов[27].
- Лумбера, Бенвенидо (89) — филиппинский поэт[28].
- Паче, Акилле (98) — итальянский художник[29].
- Порто, Мануэль (76) — кубинский актёр[30].
- Смит, Лонни (79) — американский джазовый органист[31].
- Тега, Стивен (75) — кенийский боксёр, участник летних Олимпийских игр (1968, 1972)[32].
- Тендлер, Моше Давид (95) — американский раввин и биолог[33].
- Тенин, Борис Михайлович (51) — российский актёр[34].
- Фи Нюнг (49) — вьетнамская певица и актриса[35].
- Юрик, Любош (74) — словацкий писатель, журналист и политолог[36].
- Ябчаник, Владимир Богданович (56) — российский певец, актёр мюзиклов, музыкальный педагог[37].

## 27 сентября

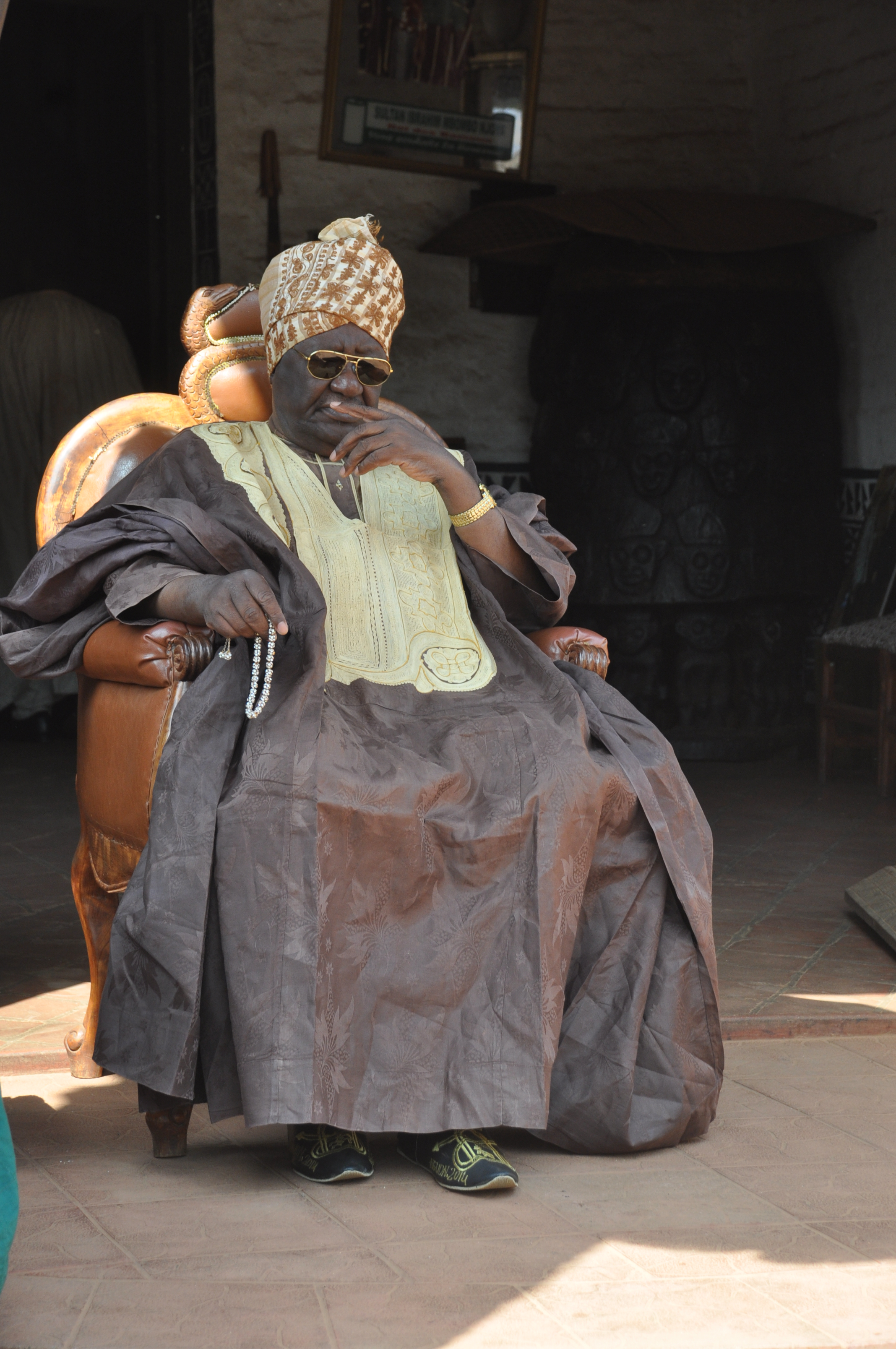
Ибрагим Мбомбо Нджойя

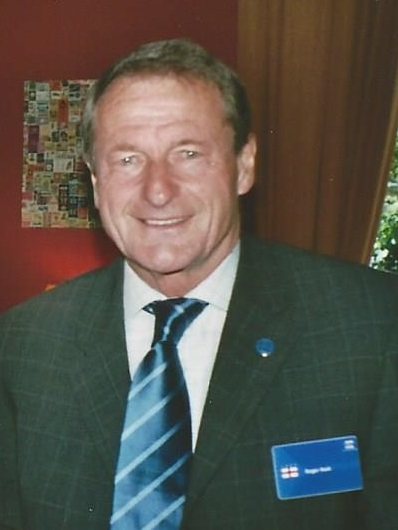
Роджер Хант

- Анциферов, Геннадий Васильевич (96) — советский и российский промышленник, заслуженный строитель РСФСР[38].
- Апанович, Василий Никанорович (70) — советский и российский военно-морской деятель, вице-адмирал (1998)[39].
- Виллимаа, Юло (80) — эстонский артист балета и балетмейстер, народный артист Эстонской ССР (1985)[40].
- Досе, Пилар (87) — испанская актриса[41].
- Ибрагим Мбомбо Нджойя (83) — султан и король Бамумов Камеруна (с 1992 года)[42].
- Иголкин, Всеволод Иванович (90) — советский и российский гребец-каноист (каноэ-одиночка) и тренер по гребле на байдарках и каноэ[43].
- Ливен, Хайнц (93) — немецкий актёр[44].
- Кантемиров, Заур (79) — азербайджанский художник[45].
- Кульченко, Валерий Иванович (78) — советский и российский художник, заслуженный художник Российской Федерации (2013)[46].
- Мирзоев, Теймур Ибрагим оглы (85) — советский и азербайджанский певец, участник вокального квартета «Гая», народный артист Азербайджана (1993)[47].
- Михайлов, Виктор Михайлович (97) — советский военачальник, политработник, начальник РВВПКУ (1977—1987), генерал-майор (1976)[48].
- Петрович, Бобан (64) — югославский и сербский баскетболист[49].
- Смирнов, Владимир Николаевич (84) — советский и российский биохимик, академик АМН СССР / РАМН (1984—2013), академик РАН (2013)[50].
- Флоран, Франсуа (84) — французский актёр[51].
- Хант, Роджер (83) — английский футболист, чемпион мира в составе национальной сборной (1966)[52].

## 26 сентября

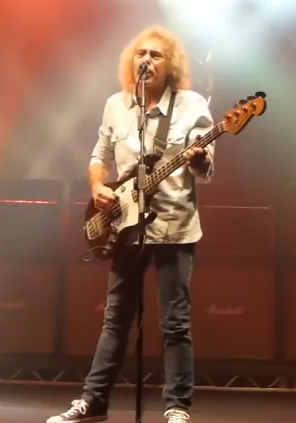
Алан Ланкастер

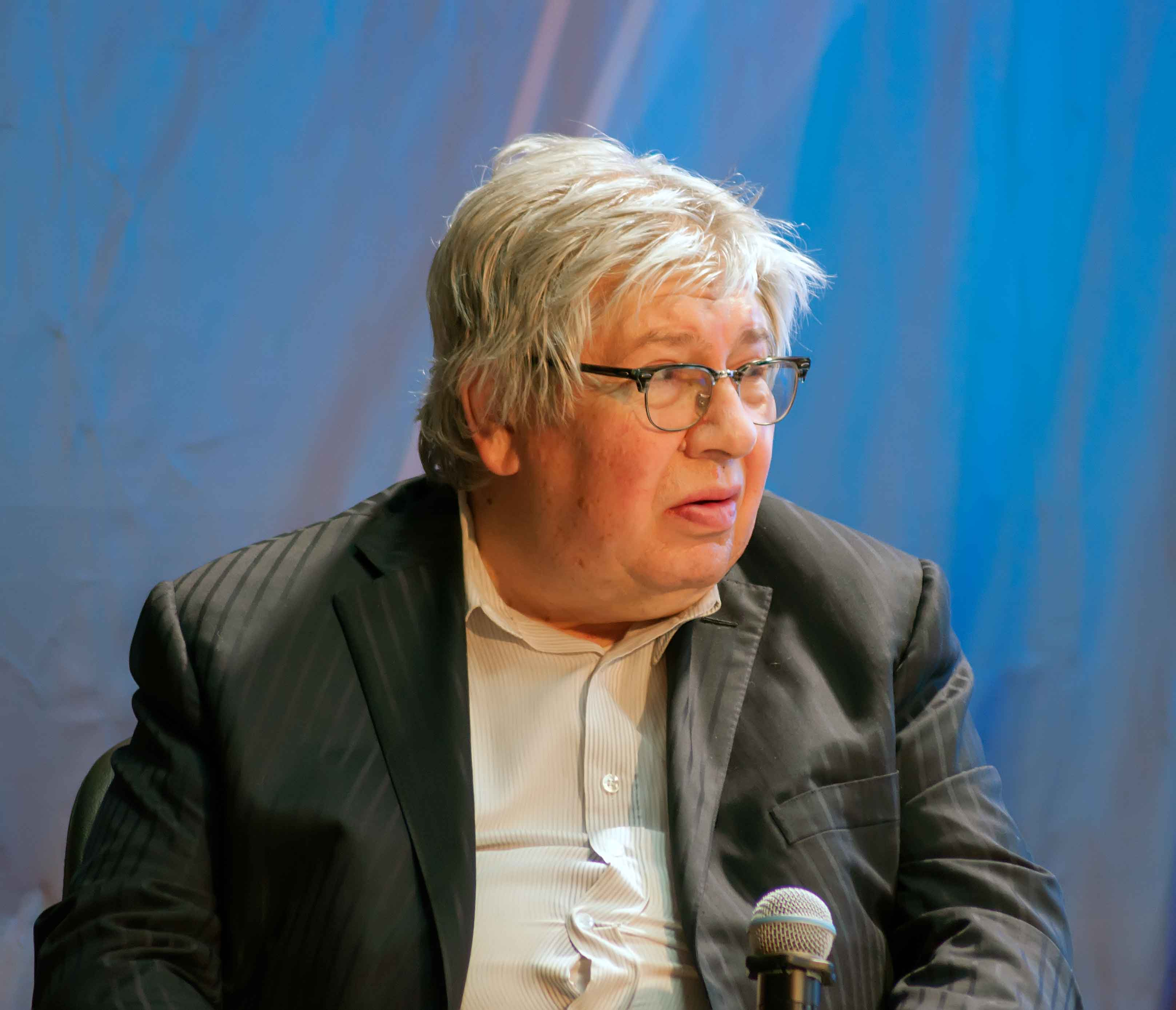
Кирилл Разлогов

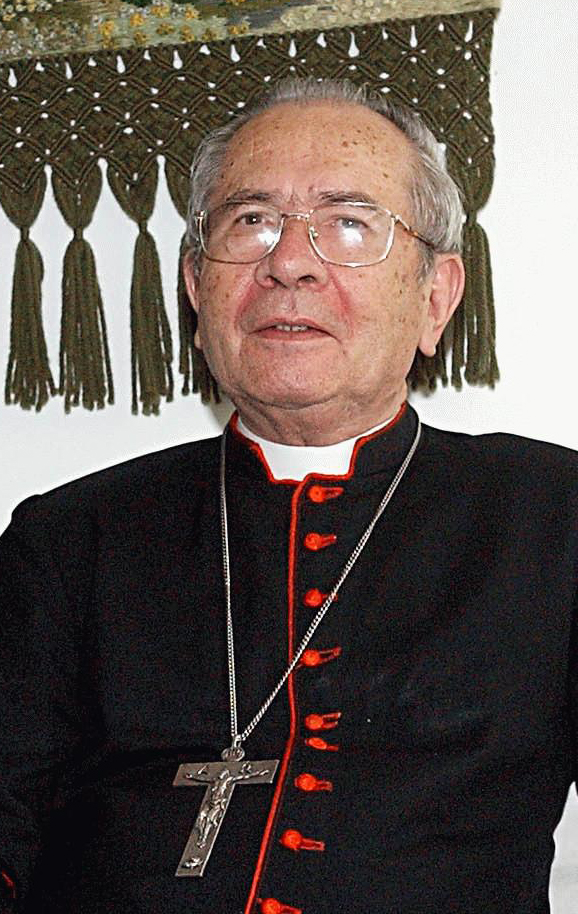
Жозе Фрейри Фалкан

- Атласи, Сиамак (85) — иранский киноактёр[53].
- Бебиа, Платон Хумпович (85) — советский и абхазский поэт[54].
- Герасимец, Сергей Григорьевич (55) — советский и белорусский футболист и тренер[55].
- Городянкин, Александр Николаевич (63) — советский и российский спортсмен по пулевой стрельбе, чемпион Европы[56].
- Карденас, Эльесер (70) — эквадорский писатель[57].
- Коденко, Александр Иванович (79) — советский и украинский художник[58].
- Кулизаде, Зумруд Аликули кызы (89) — советский и азербайджанский философ[59].
- Ланкастер, Алан (72) — британский рок-музыкант, основатель группы «Status Quo»[60].
- Маркс, Франц (79) — южноафриканский сценарист, актёр и режиссёр[61].
- Молдовану, Георге (72) — советский и молдавский филолог[62].
- Нееман, Джадд (Йегуди Нееман) (84) — израильский кинорежиссёр[63].
- Разлогов, Кирилл Эмильевич (75) — советский и российский киновед, культуролог, критик и телеведущий, журналист, педагог, доктор искусствоведения, заслуженный деятель искусств Российской Федерации[64].
- Сахновская, Нина Николаевна (83) — советская балерина (Театр имени С. М. Кирова) и российская преподавательница танца (Академия русского балета имени А. Я. Вагановой)[65].
- Фалкан, Жозе Фрейри (95) — бразильский кардинал, архиепископ Терезины (1971—1984), архиепископ Бразилии (1984—2004)[66].
- Хольмен, Хьерсти (65) — норвежская киноактриса[67].
- Хофман, Срджан (76) — югославский и сербский композитор[68].
- Шафир, Герцель (92) — израильский военный деятель, командующий Южным военным округом (1976—1978), Генеральный инспектор Полиции Израиля (1980)[69].

## 25 сентября

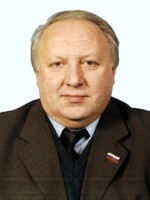
Сергей Шувалов

- Багосора, Теонесте (80) — руандийский военный деятель, полковник, военный преступник[70].
- Бхасин, Камла (75) — индийская поэтесса и борец за права женщин[71].
- Вальдман, Томас (91) — американский иммунолог, член Национальной академии наук США (1985)[72].
- Ганев, Христо (97) — болгарский сценарист и режиссёр[73].
- Глушков, Константин Геннадьевич (56) — российский актёр, продюсер, телеведущий и сценарист, лауреат премии «Тэфи» (1998)[74].
- Гутаускас, Леонардас (82) — литовский писатель и художник[75].
- Девятириков, Сергей Александрович (65) — советский хоккеист, игрок СК имени Салавата Юлаева (1975/76 и 1977/86)[76].
- Дулич, Руслан Анатольевич (40) — российский киноактёр[77].
- Иден, Ричард Джон (99) — британский физик-теоретик, работавший в области квантовой теории поля и теоретической ядерной физики[78].
- Лиссек, Зенон (58) — польский футболист[79].
- Маннс, Патрисио (87) — чилийский певец, композитор и писатель[80].
- Шувалов, Сергей Алексеевич (70) — российский государственный деятель, председатель Саратовской областной думы (2002—2005), член Совета Федерации — представитель от исполнительной власти Саратовской области (2005—2010)[81].
- Ягуби, Мохаммад Мехди (91) — иранский борец вольного стиля, серебряный призёр летних Олимпийских игр в Мельбурне (1956)[82].

## 24 сентября

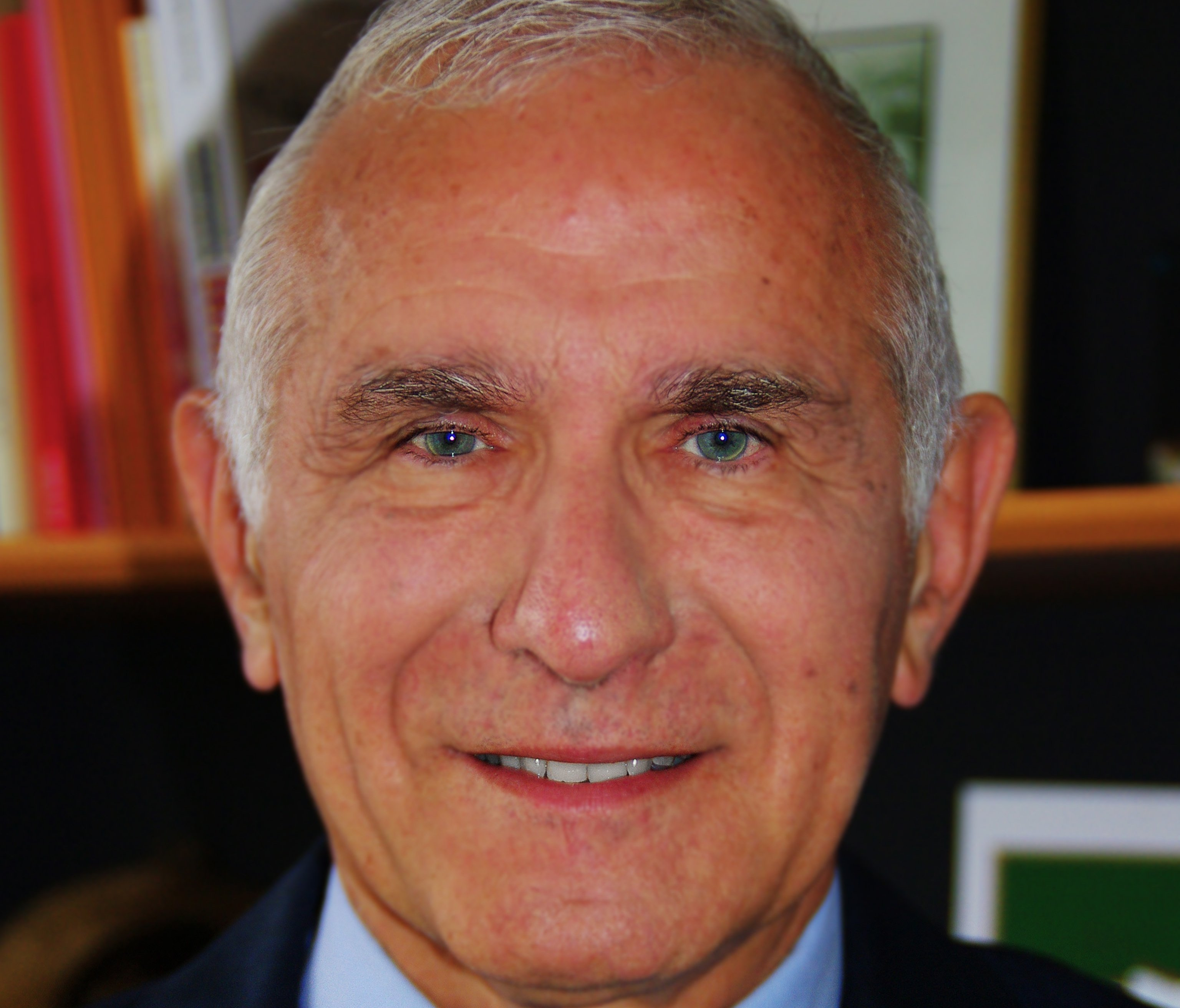
Поль Килес

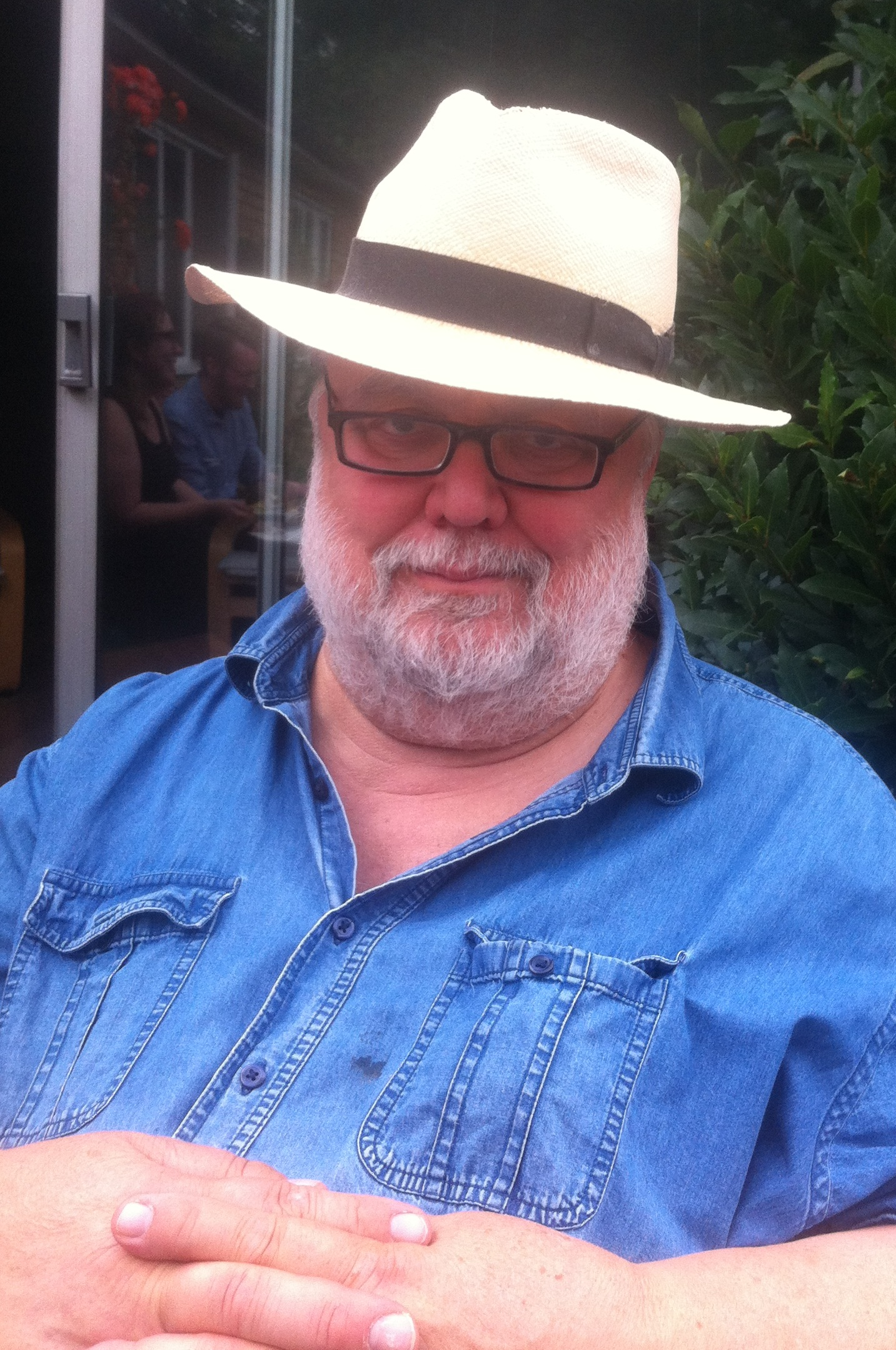
Стаффан Скотт

- Агасси, Майк (90) — иранский боксёр, участник летних Олимпийских игр (1948, 1952), отец А. Агасси[83].
- Веласко Маккензи, Хорхе (72) — эквадорский писатель[84].
- Гаспарян, Гамлет Арамаисович (71) — армянский дипломат, переводчик и журналист[85].
- Добран, Ион[рум.] (102) — румынский лётчик, генерал-лейтенант авиации, кавалер ордена Звезды Румынии[86].
- Зоммер, Евгений Иоганесович (68) — российский архитектор, главный архитектор Омска (2015—2017)[87].
- Икбаль, Талят — пакистанский киноактёр[88].
- Килес, Поль (79) — французский государственный и политический деятель, министр внутренних дел Франции (1992—1993) и министр обороны Франции (1985—1986), депутат Национального собрания Франции (1978—1983, 1986—1988, 1993—2007)[89].
- Киселёв, Леонид Васильевич (87) — советский и российский тренер по лыжным гонкам, мастер спорта СССР[90].
- Лаговский, Станислав Мечиславович (69) — российский военно-спортивный деятель, начальник клуба ЦСКА (1992—1994), генерал-майор, заслуженный работник физической культуры Российской Федерации (2001); ДТП[91].
- Надим Ахмад, Ишфак (?) — пакистанский генерал, начальник Генерального штаба (2013—2015)[92].
- Омельченко, Дмитрий Иванович (40) — украинский артист балета и хореограф, солист балета Днепропетровского государственного театра оперы и балета[93].
- Питерсон, Ленка (95) — американская актриса театра, кино и телевидения[94].
- Рутвен, Грей (81) — британский пэр, бизнесмен и государственный деятель, министр культуры и искусств Великобритании (1983—1985), канцлер герцогства Ланкастерского (1984—1985)[95].
- Сайто, Такао (84) — японский мангака и автор гэкиги[96].
- Скотт, Стаффан (78) — шведский журналист, писатель и переводчик[97].
- Фабер, Эугениуш (82) — польский футболист, игрок «Руха» (1959—1971) и национальной сборной (1959—1969)[98].
- Черкун, Игорь Валентинович (56) — советский и украинский футболист и тренер[99].
- Эллис, Пи Уи (80) — американский саксофонист, композитор и аранжировщик[100].

## 23 сентября

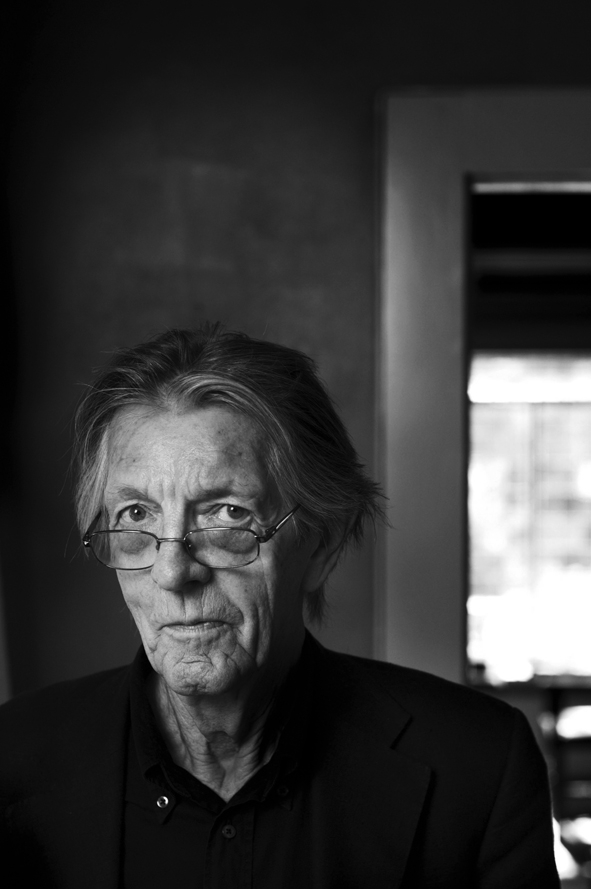
Хьелль Аскильдсен

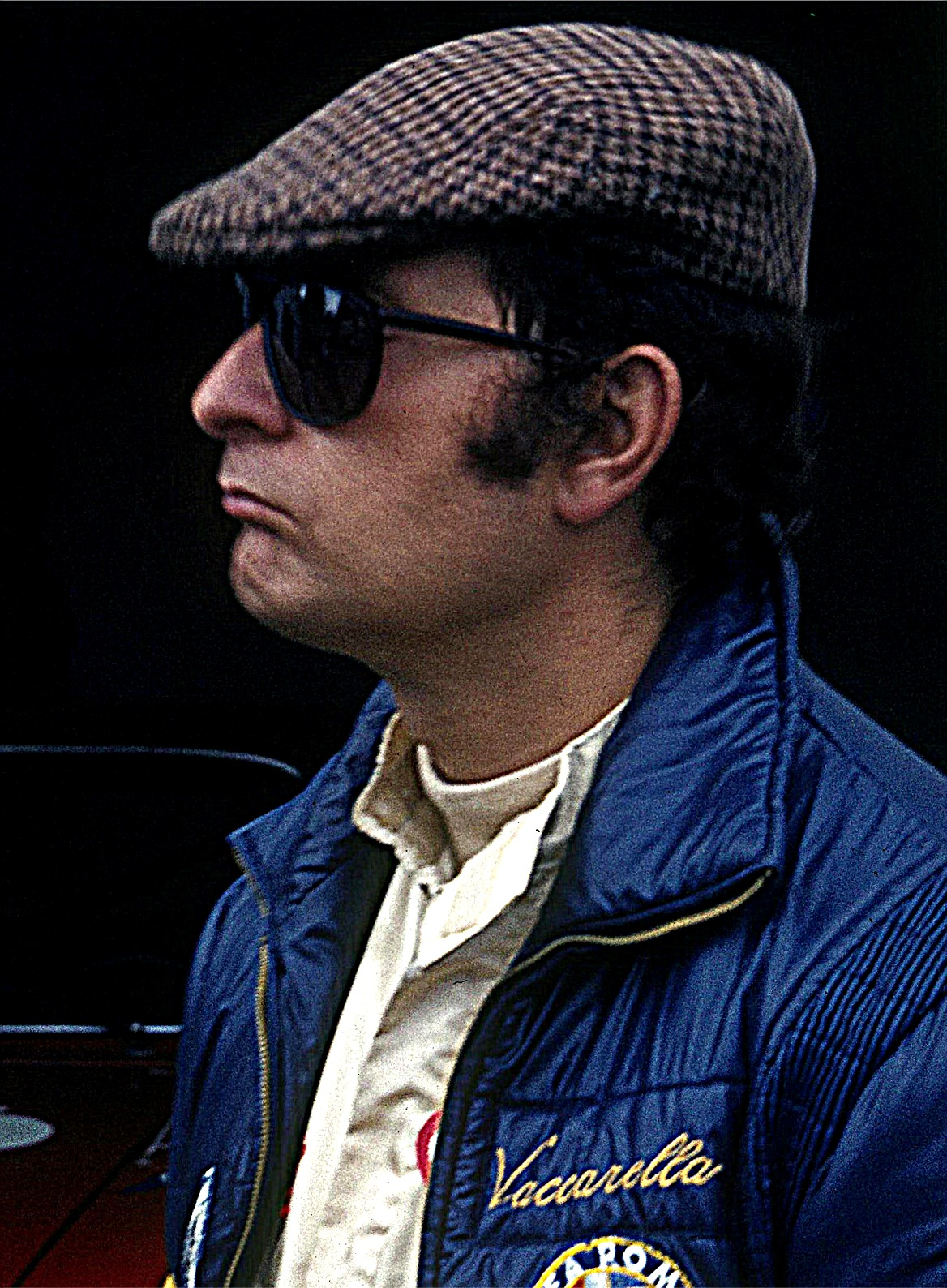
Нино Ваккарелла

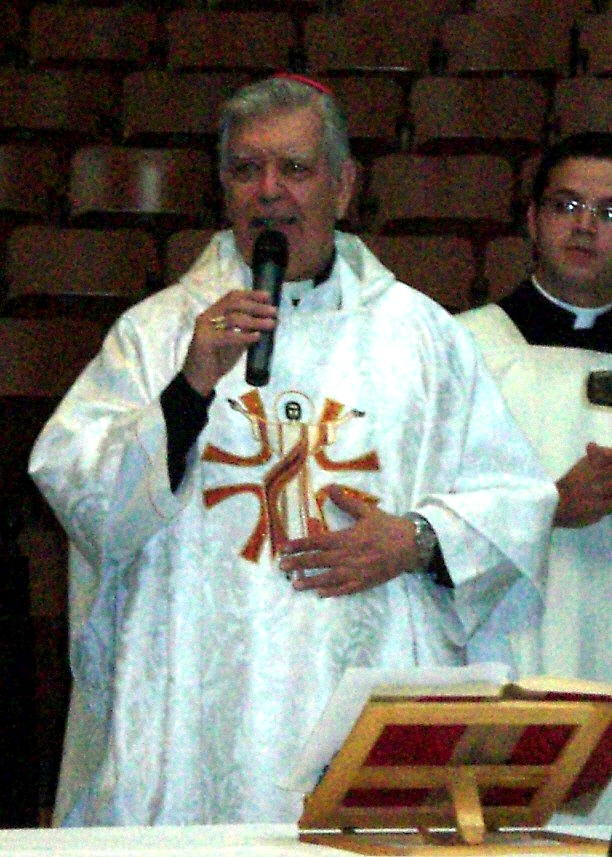
Хорхе Уроса Савино

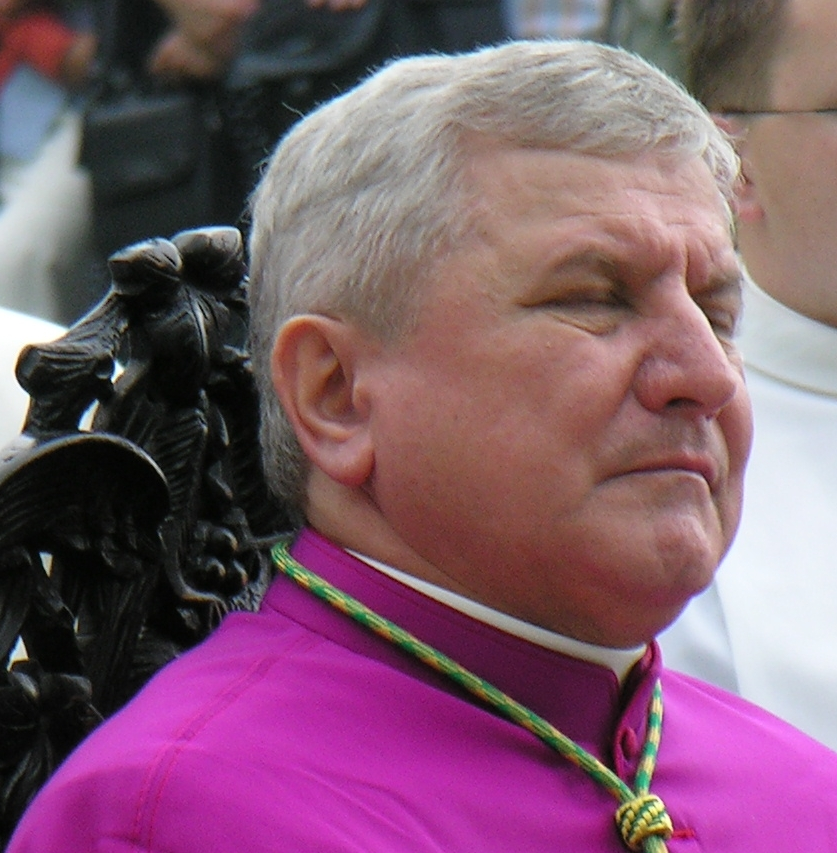
Эдвард Янек

- Аскильдсен, Хьелль (91) — норвежский писатель[101].
- Бабазаде, Октай Баба оглы (81) — советский и азербайджанский геофизик[102].
- Бордон, Джанет (61) — филиппинская актриса[103].
- Ваккарелла, Нино (88) — итальянский автогонщик, трёхкратный победитель Targa Florio, победитель 24 часов Ле-Мана (1964)[104].
- Коноплёв, Александр Борисович (77) — советский и российский художник-график и иллюстратор, член-корреспондент РАХ (2009)[105].
- Ненадович, Ненад (57) — сербский актёр[106].
- Паращенко, Владимир Михайлович (86) — советский и российский деятель авиационной промышленности, генеральный директор ОАО «Уфимское моторостроительное производственное объединение» (1986—1998)[107].
- Сарапульцев, Сергей Юрьевич (54) — российский государственный деятель, руководитель следственного управления Следственного комитета РФ по Пермскому краю; самоубийство[108].
- Соловьёв, Александр Анатольевич (73) — советский и российский геофизик, директор МИТП РАН (1998—2017), член-корреспондент РАН (2000)[109].
- Тейлор, Мервин (89) — ирландский государственный деятель, министр труда (1993)[110].
- Уроса Савино, Хорхе Либерато (79) — венесуэльский католический прелат, архиепископ Каракаса (2005—2018), кардинал-священник с титулом церкви Санта-Мария-деи-Монти (с 2006 года)[111].
- Хусаинов, Ринат Саубанович (66) — российский государственный деятель, глава исполкома Нижнекамска (2006—2007)[112].
- Шеретов, Эрнст Пантелеймонович (86) — советский и российский радиотехник, доктор технических наук, профессор РГРТУ[113].
- Шмаков, Радий Анатольевич (90) — советский и российский инженер-конструктор, кораблестроитель, главный конструктор атомных подводных лодок, лауреат Государственной премии СССР и премии Правительства Российской Федерации в области науки и техники[114].
- Яняк, Эдвард (69) — польский католический прелат, епископ Калиша (2012—2020)[115].

## 22 сентября

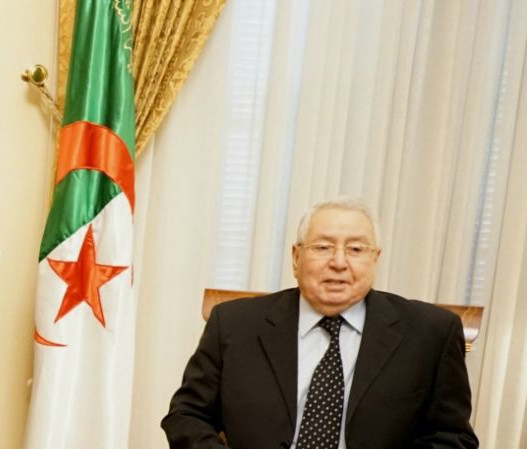
Абдель Кадер Бенсалах

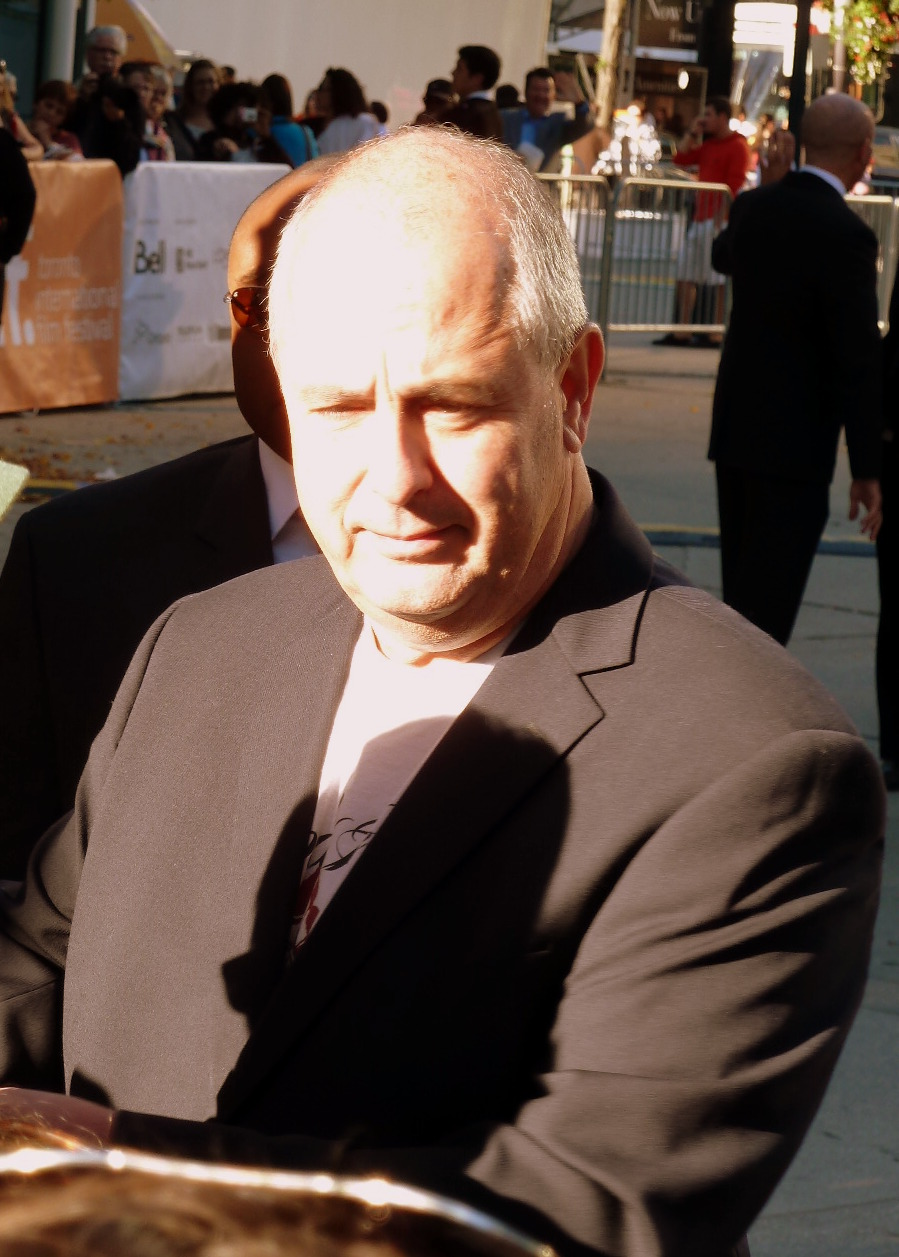
Роджер Мичелл

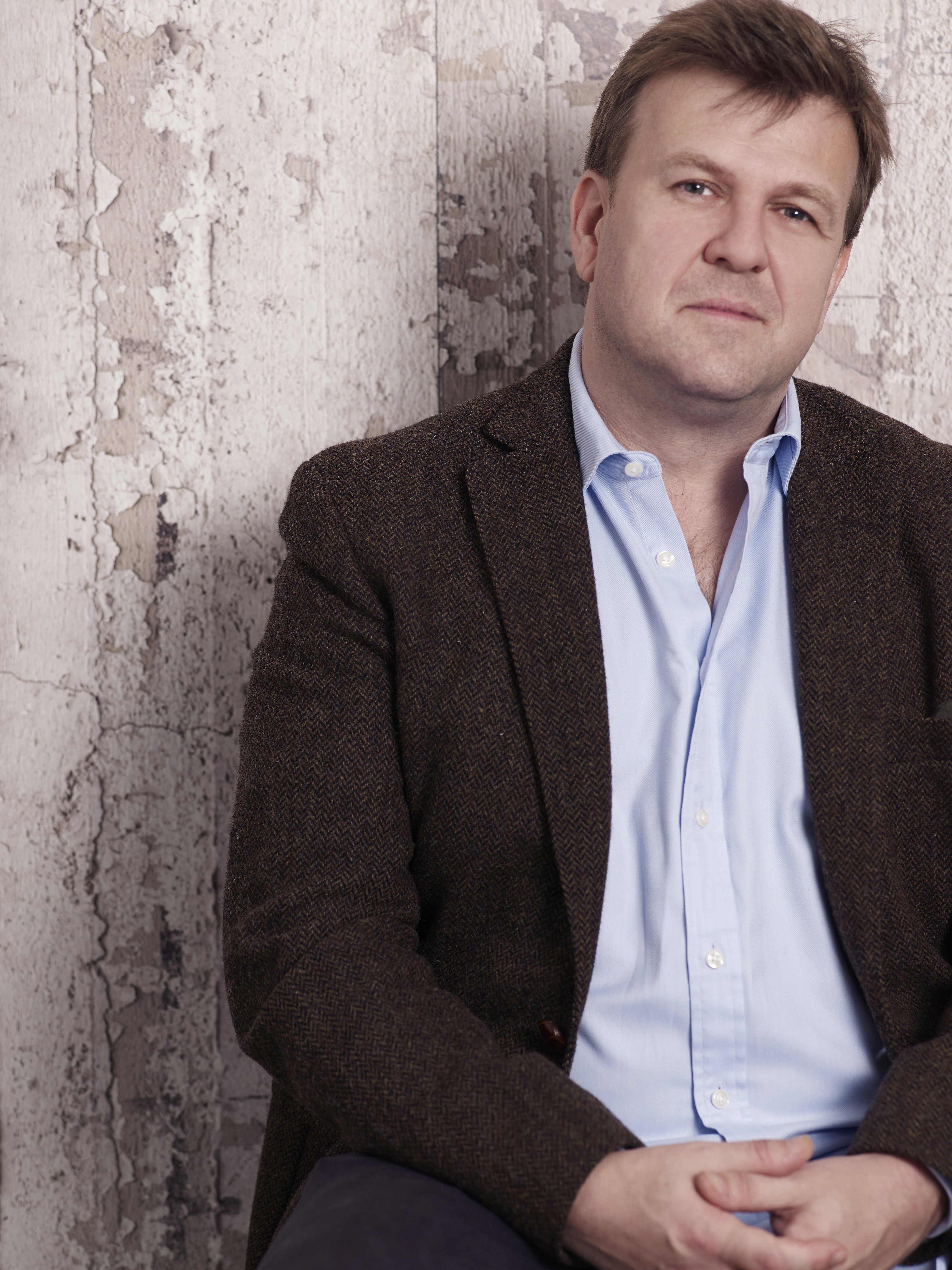
Мэтью Стрэкан

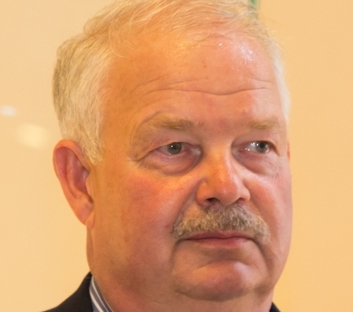
Юри Тамм

- Альфаси, Эрик (49) — израильский баскетболист и тренер по баскетболу[116].
- Андо, Юрай (55) — словацкий этнограф, историк и музейный деятель[117].
- Арутюнов, Николай Рафаэлевич (63) — советский и российский певец, композитор, блюз- и рок-музыкант[118].
- Бенсалах, Абдель Кадер (79) — алжирский государственный деятель, председатель Совета нации (2002—2019), и. о. президента Алжира (2019)[119].
- Биллова, Либуше (87) — чешская киноактриса и актриса дубляжа[120].
- Борисова, Ольга (80) — болгарская фолк-певица, лауреат премии «Грэмми»[121].
- Карадек, Одиль (96) — французская поэтесса[122].
- Кубан, Доган (95) — турецкий историк архитектуры[123].
- Майногашева, Валентина Евгеньевна (91) — советский и российский филолог, переводчик, исследователь хакасского фольклора[124].
- Мартинес, Орландо (77) — кубинский боксёр, чемпион летних Олимпийских игр в Мюнхене (1972)[125].
- Михайлов, Виктор Данилович (75) — советский и российский философ, доктор философских наук, профессор кафедры философии СВФУ им. М. К. Аммосова[126].
- Михайлов, Неделчо (56) — болгарский писатель, журналист, спортивный функционер и государственный деятель[127].
- Мичелл, Роджер (65) — британский кинорежиссёр[128].
- Мур, Боб (88) — американский гитарист[129].
- Нильссон, Ульф (73) — шведский детский писатель[130].
- Станенда, Ян (68) — польский скрипач и дирижёр[131].
- Стрэкан, Мэттью (50) — британский композитор[132].
- Тамм, Юри Аугустович (64) — советский и эстонский метатель молота, двукратный бронзовый призёр летних Олимпийских игр в Москве (1980) и Сеуле (1988), спортивный деятель, заслуженный мастер спорта СССР[133].
- Типикин, Александр Петрович (83) — советский и российский деятель образования, профессор кафедры вычислительной техники ЮЗГУ, доктор технических наук[134].
- Хуан Хунцзя (97) — китайский физик, член Китайской академии наук (1980)[135].
- Шиш, Владимир Степанович (70) — российский валторнист и педагог, заслуженный артист Российской Федерации[136].
- Шкарапут, Анатолий Парфирьевич (83) — советский и российский строитель («Магнитострой»), заслуженный строитель РСФСР (1987), Герой Социалистического Труда (1991)[137].

## 21 сентября

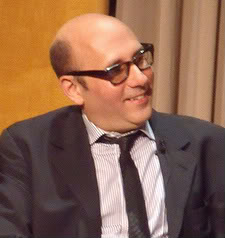
Уилли Гарсон

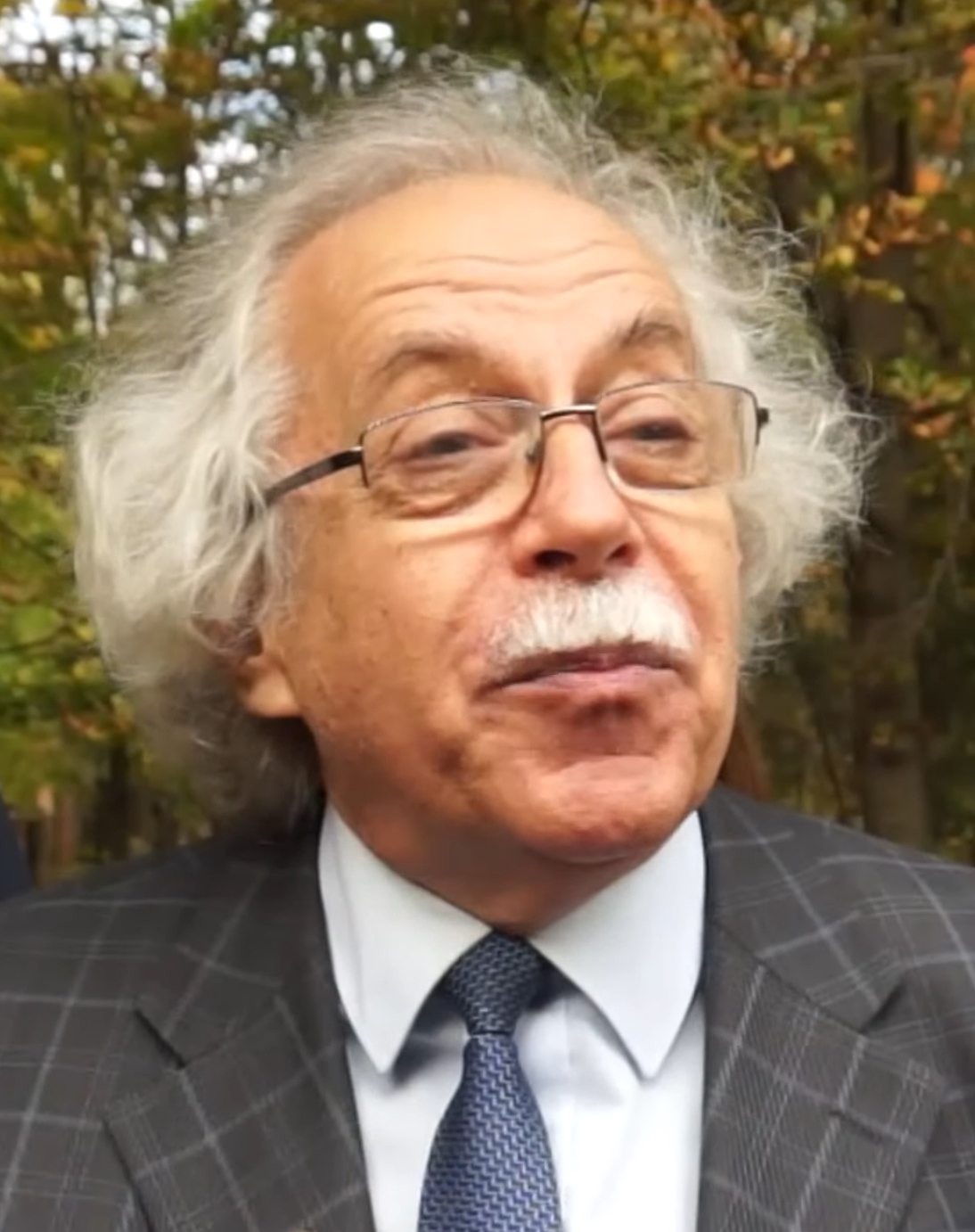
Юрий Евграфов

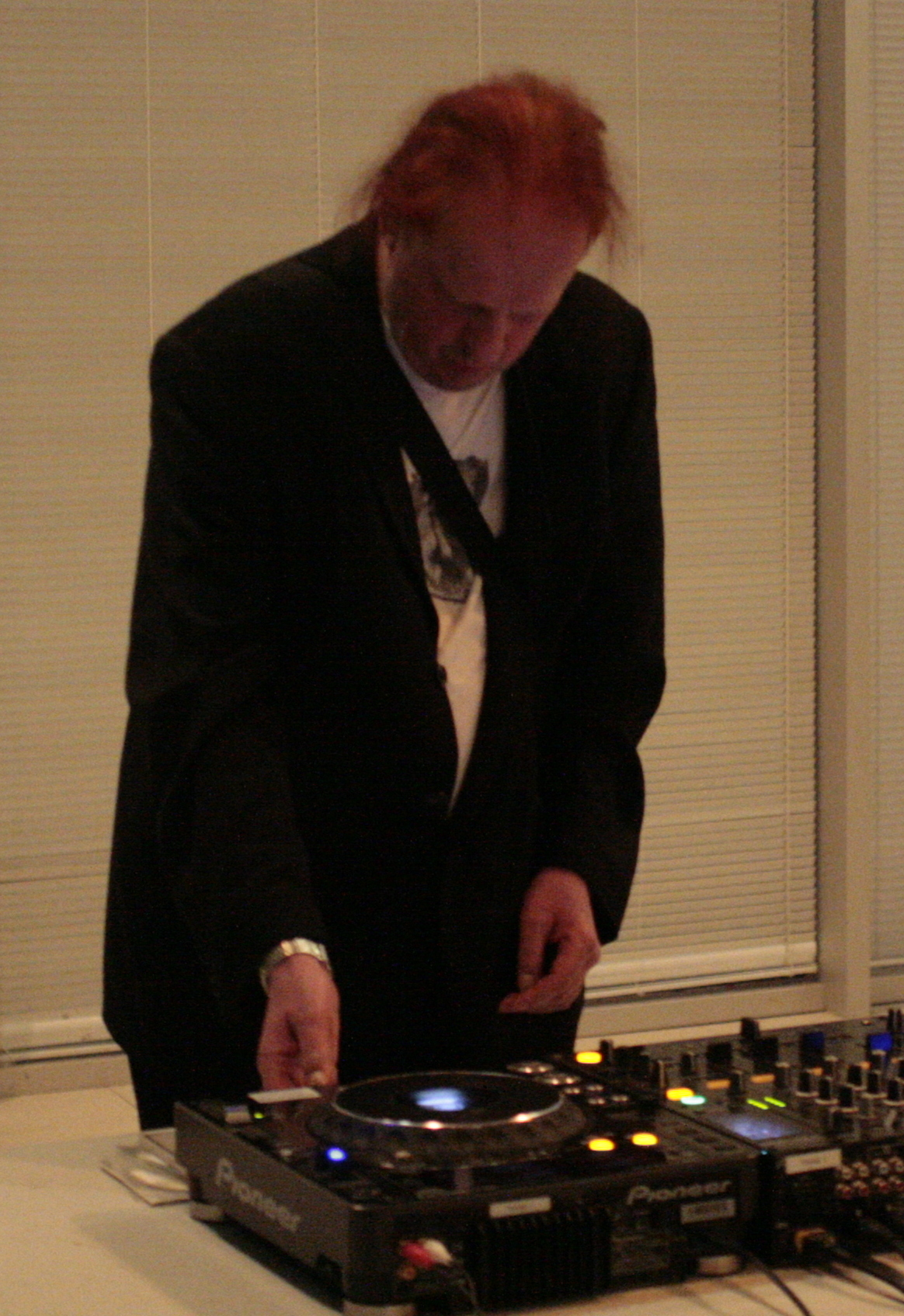
Ричард Кирк

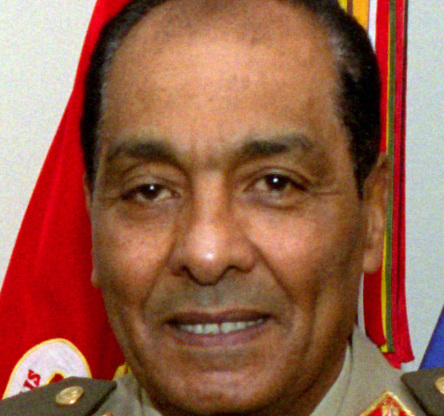
Мухаммед Хусейн Тантави

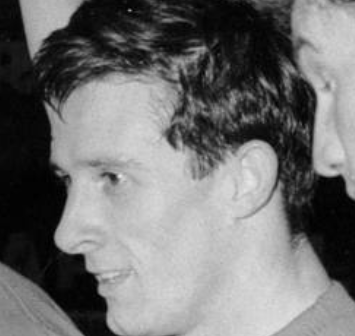
Романо Фольи

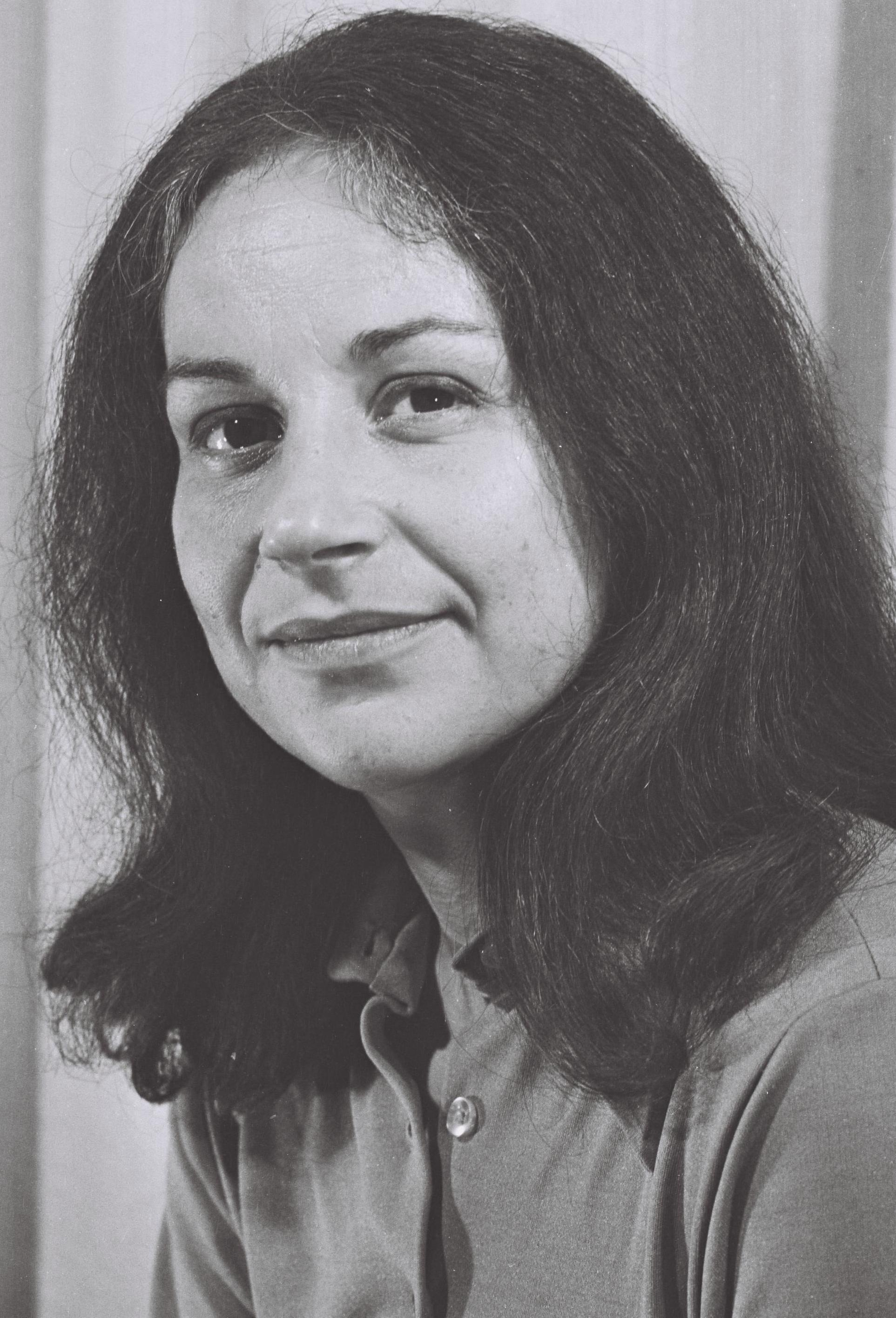
Марша Фридман

- Абухацира, Аарон (82) — израильский государственный деятель, министр по делам религий (1977—1981), абсорбции, труда и социального обеспечения Израиля (1981—1982)[138].
- Вайнхольд, Гюнтер (73) — немецкий футболист[139].
- Ван Пиблз, Мелвин (89) — американский киноактёр, режиссёр, драматург, музыкант и новатор[140].
- Галимзянов, Халил Мингалиевич (70) — российский инфекционист и организатор высшего образования, ректор Астраханской государственной медицинской академии (2007—2019)[141].
- Гарсон, Уилли (57) — американский киноактёр[142].
- Геляс, Владимир (58) — украинский актёр, артист Львовского академического духовного театра «Воскресение» и кино[143].
- Евграфов, Юрий Анатольевич (71) — советский и российский хоровой дирижёр, хормейстер, композитор, музыкальный педагог, заслуженный деятель искусств Российской Федерации (1995)[144].
- Ермаков, Валентин Филиппович (92) — советский и российский хозяйственный, государственный и политический деятель, председатель правления Роспотребсоюза (1982—2007)[145].
- Кинг, Морис (85) — барбадосский государственный деятель, министр иностранных дел (1989—1993)[146].
- Кирк, Ричард (65) — британский музыкант[147].
- Мальцев, Сергей Михайлович (79) — советский и российский пианист, заслуженный деятель искусств Российской Федерации (2004)[148].
- Мамедов, Мамед Сафарович (65) — российский деятель образования, ректор Нижегородского института управления и экономики агропромышленного комплекса (Агродом) (с 2016 года)[149].
- Марец, Антон (68) — словацкий писатель[150].
- Микоян, Зинаида Степановна (95) — советская балерина, танцевавшая в Ансамбле народного танца имени Игоря Моисеева, заслуженная артистка РСФСР (1965), вдова В. А. Микояна[151].
- Решетова, Зоя Алексеевна (102) — советский и российский психолог, заслуженный деятель науки Российской Федерации (1999), заслуженный профессор МГУ (2003)[152].
- Тантави, Мухаммед Хусейн (85) — египетский военный и государственный деятель, министр обороны Египта (1991—2012), фельдмаршал[153].
- Фольи, Романо (83) — итальянский футболист, полузащитник[154].
- Фридман, Марша (83) — американо-израильская феминистка[155].
- Харитонов, Алексей Анатольевич (71) — советский и российский художник, заслуженный художник Российской Федерации (2000)[156].

## 20 сентября

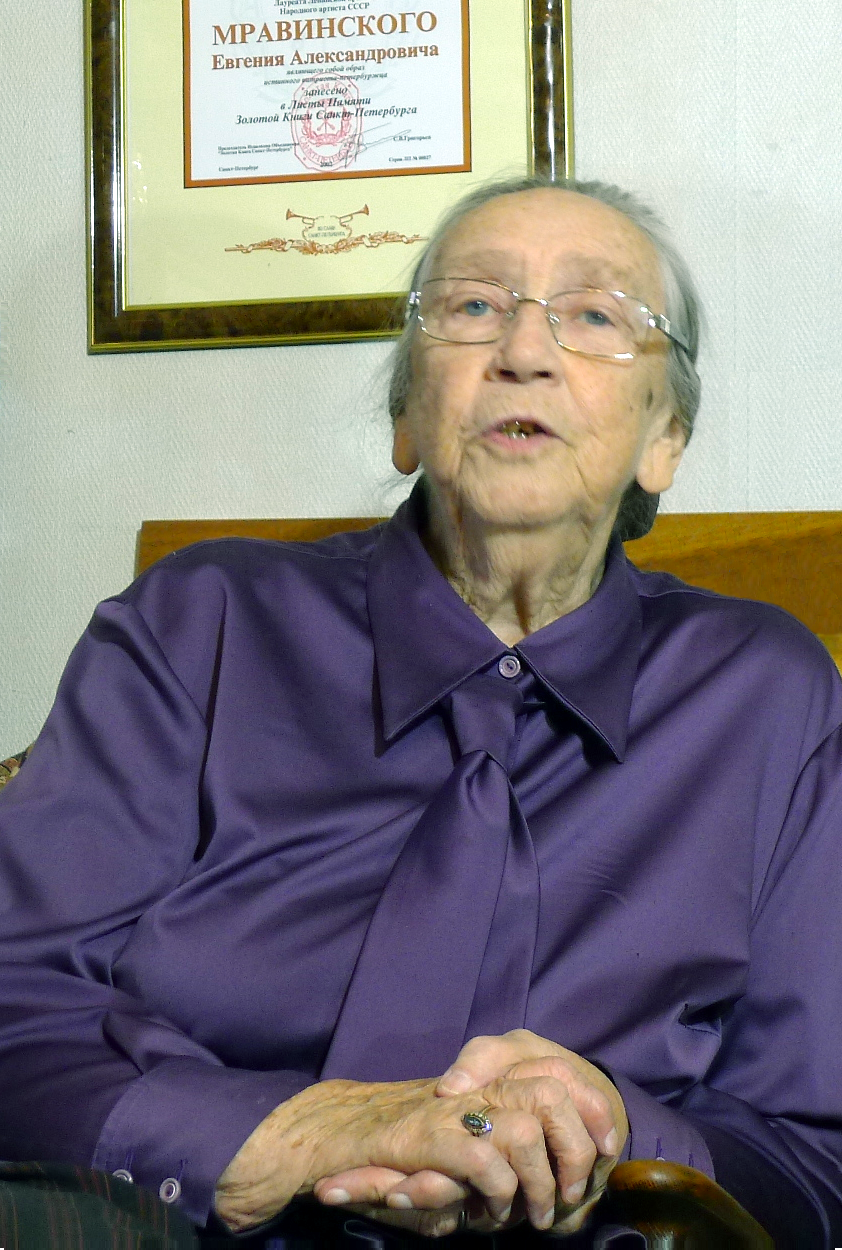
Александра Вавилина

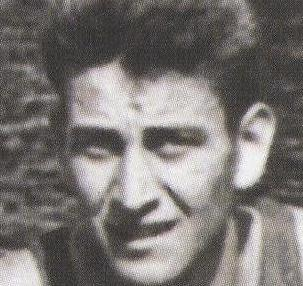
Ян Йиндра

- Азизов, Рашид Алипашаевич (61) — табасаранский писатель, переводчик и публицист[157].
- Антипов, Павел Фёдорович (94) — советский передовик промышленного производства, Герой Социалистического Труда (1981)[158].
- Бессага, Чеслав[пол.] (89) — польский математик, действительный член Польской академии наук (1991)[159].
- Бойер, Клойд (94) — американский бейсболист[160].
- Вавилина, Александра Михайловна (93) — советская и российская флейтистка, музыкальный педагог, заслуженная артистка РСФСР (1974), заслуженный деятель искусств РСФСР (1983), вдова Е. А. Мравинского; несчастный случай[161].
- Дэш, Сара (76) — американская актриса и певица[162].
- Йиндра, Ян (89) — чехословацкий гребец академического стиля, чемпион летних Олимпийских игр в Хельсинки (1952)[163].
- Коробейников, Николай Николаевич (60) — советский и российский художник, заслуженный художник Российской Федерации (2013)[164].
- Ломбар, Клод (76) — бельгийская эстрадная певица[165].
- Мат Нох (67) — сингапурский футболист[166].
- Ниязбеков, Рафаэль (78) — казахский поэт и писатель, заслуженный деятель Казахстана (2013)[167].
- Оберландер, Хельмут (97) — немецкий переводчик, нацистский преступник[168].
- Петрачкова, Валентина Тимофеевна (82) — советская и белорусская актриса, заслуженная артистка Белорусской ССР (1984)[169].
- Топчиян, Анаида Карапетовна (74) — советская и армянская актриса, прозаик, журналист и переводчик, заслуженная артистка Армянской ССР (1987)[170].
- Уорден, Кен (78) — малайзийский футболист и футбольный менеджер[171].
- Фрляк, Хамдо (59) — боснийский баскетболист и тренер[172].
- Чемберлен, Алан (78) — английский рефери снукера и английского бильярда (о смерти объявлено в этот день)[173].
- Шендрик, Виктор Николаевич (65) — украинский писатель[174].

## 19 сентября

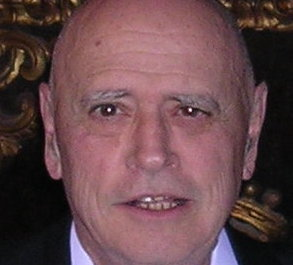
Сильвано Буссотти

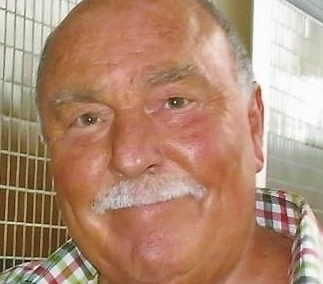
Джимми Гривз

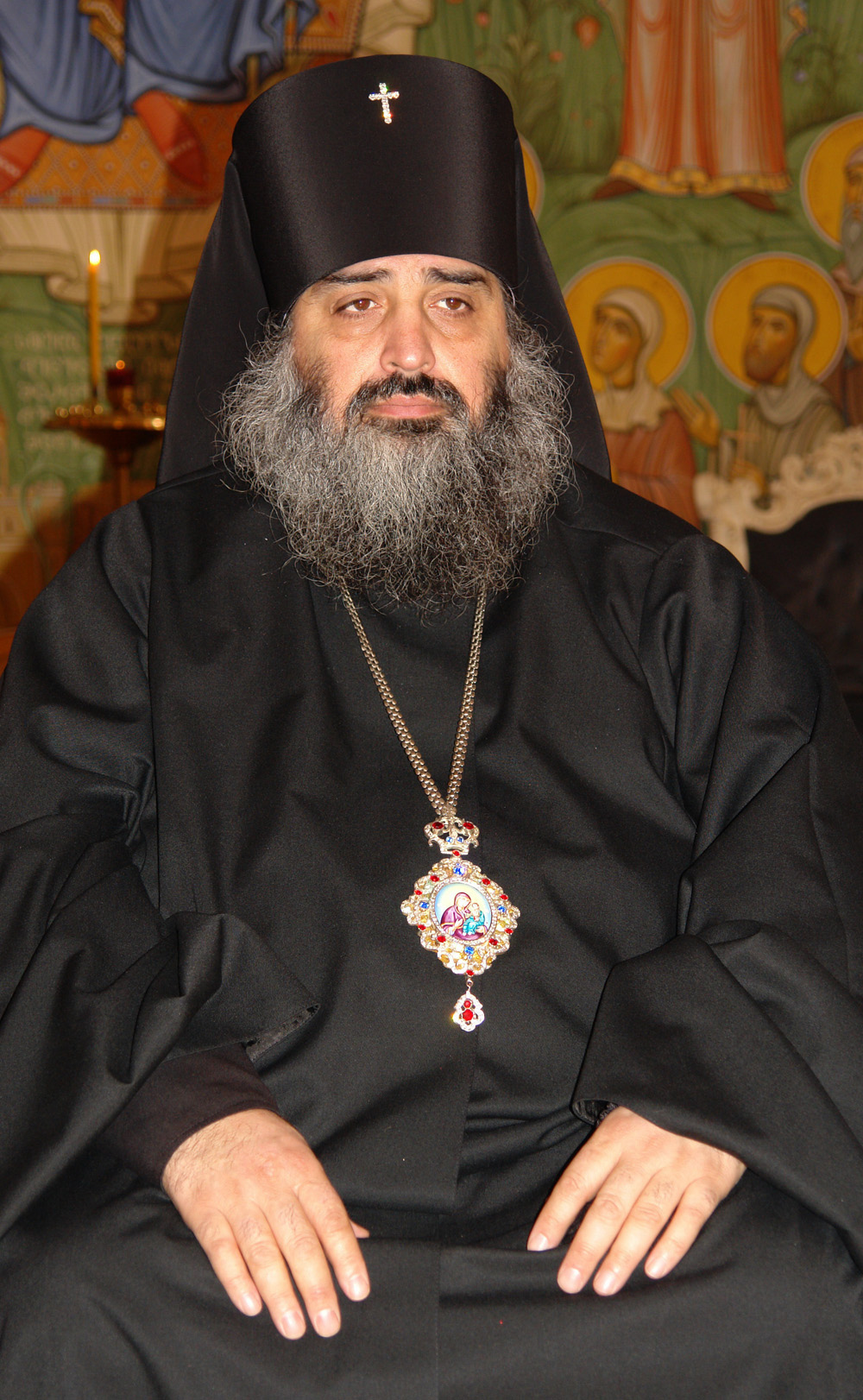
Сергий (Чекуришвили)

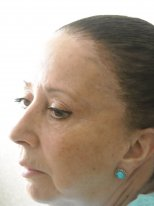
Вера Шервашидзе

- Билбрей, Джеймс (83) — американский политический и государственный деятель, член Палаты представителей США (1987—1995), исполняющий обязанности председателя Совета управляющих почтовой службы Соединённых Штатов (2014—2016)[175].
- Буссотти, Сильвано (89) — итальянский композитор, писатель и театральный режиссёр[176].
- Бучко, Игорь (87) — советский и российский киноактёр (о смерти объявлено в этот день)[177].
- Веннерёд, Петтер (72) — норвежский кинорежиссёр[178].
- Гривз, Джимми (81) — английский футболист, чемпион мира в составе национальной сборной (1966)[179].
- Ерасек, Георгий Вячеславович (77) — российский деятель культуры, основатель и художественный руководитель пластической студии молодёжного театра «Глобус», заслуженный деятель искусств Российской Федерации[180].
- Ильюшкин, Евгений Павлович (84) — советский и российский государственный деятель, член Совета Федерации от Законодательного Собрания Владимирской области (2001—2009)[181].
- Каллен, Альма (83) — британская кино- и телесценаристка[182].
- Квитницкая, Нина Борисовна (101) — советская и российская художница[183].
- Лахман, Ричард (65) — американский социолог[184].
- Лигети, Андраш (68) — венгерский скрипач и дирижёр[185].
- Оконешников, Егор Иннокентьевич (91) — советский и российский филолог, доктор филологических наук, специалист по якутскому языку[186].
- Ондар, Онер Хулерович (55) — российский государственный деятель, член Совета Федерации Федерального Собрания РФ — представитель законодательного органа государственной власти Республики Тыва (2013—2014)[187].
- Паульсон, Матс (83) — шведский певец, композитор, поэт и художник[188].
- Прасад Анураги, Годил (92) — индийский политический деятель, депутат парламента Индии (1980—1984)[189].
- Пробштейн, Рональд (93) — американский инженер, член Национальной академии наук США (1999)[190].
- Сергий (Чекуришвили) (62) — иерарх Грузинской православной церкви, архиепископ (1997—2000) и митрополит (с 2000 года) Некресский[191]
- Солиман, Динки (68) — филиппинский государственный деятель, министр социального обеспечения и развития (2010—2016)[192].
- Солунин, Виктор Леонидович (82) — советский и российский учёный в области систем управления ракетными комплексами, директор — главный конструктор ЦНИИАГ, лауреат Государственных премий РФ, премии Правительства РФ[193].
- Торренс, Крис (80) — английский поэт[194].
- Туцакович, Марина (67) — сербская поэтесса-песенник[195].
- Тучков, Владимир Яковлевич (72) — советский и российский поэт, прозаик, перформансист[196].
- Федив, Иван Осипович (71) — украинский государственный деятель, мэр Ровно (1990—1993)[197].
- Хамицаев, Царай Хакясович (87) — советский и российский осетинский писатель, народный писатель Республики Северная Осетия—Алания[198].
- Чаллис, Джон (79) — британский киноактёр[199].
- Шервашидзе, Вера Вахтанговна (67) — советский и российский литературовед, писатель[200].

## 18 сентября

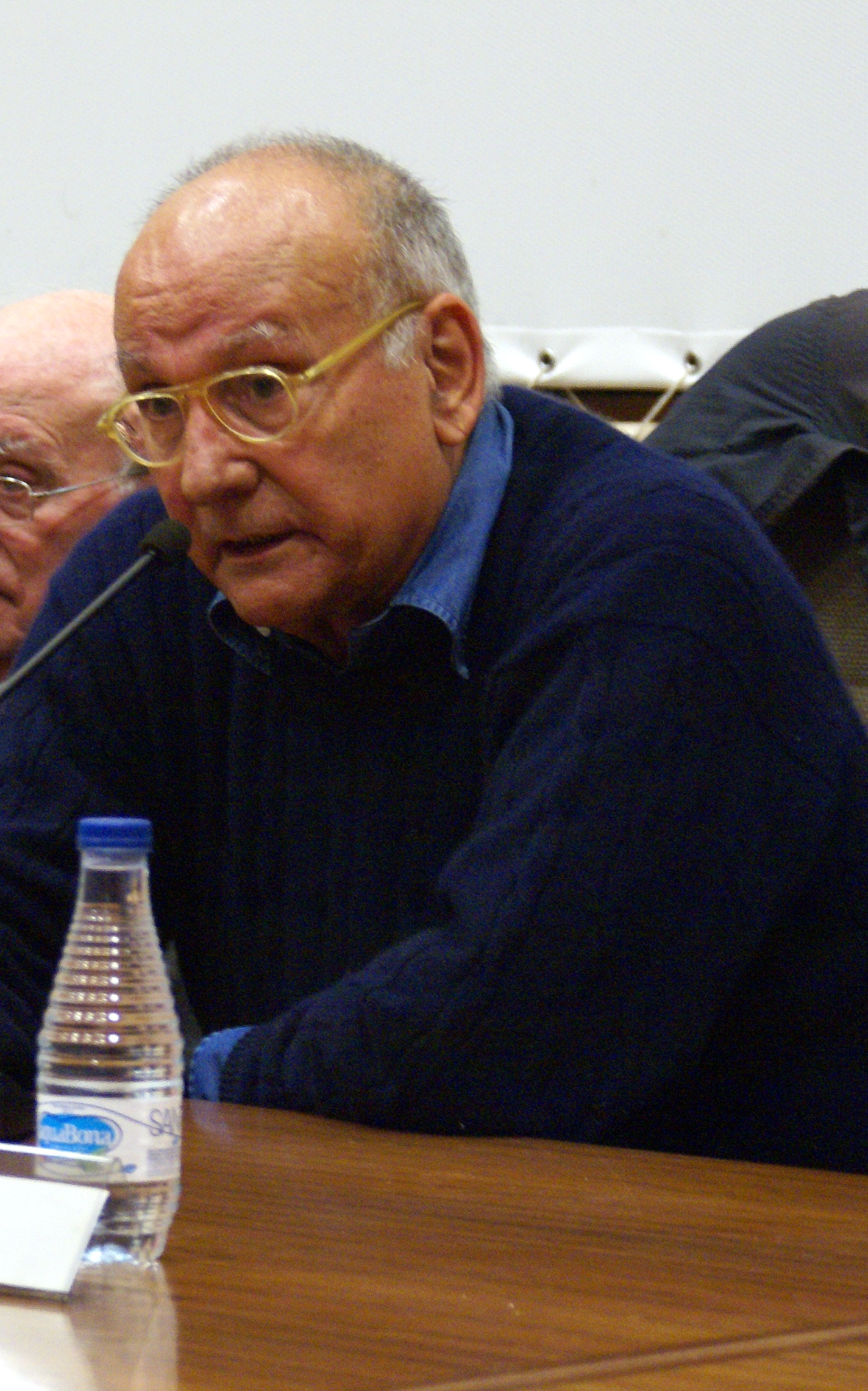
Марио Камус

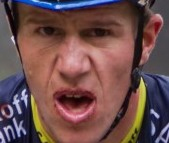
Крис Сёренсен

- Бокарн, Жюло (85) — бельгийский писатель, певец и киноактёр[201].
- Дуке, Акилино (90) — испанский поэт[202].
- Камус, Марио (86) — испанский кинорежиссёр и сценарист[203].
- Матонго, Джолиди (46) — южноафриканский государственный деятель, мэр Йоханнесбурга (с 2021 года); ДТП[204].
- Салеидзе, Георгий Тарасович (89) — советский и российский певец (тенор), солист Омского государственного музыкального театра (1966—2010), заслуженный артист Российской Федерации (1994)[205].
- Сёренсен, Крис Анкер (37) — датский шоссейный велогонщик; ДТП[206].
- Хроми, Анна (81) — чешская художница и скульптор[207].
- Чердабаев, Магауия Тажигариевич (78) — казахстанский учёный, доктор экономических наук (2001), профессор, заслуженный деятель Казахстана[208].

## 17 сентября

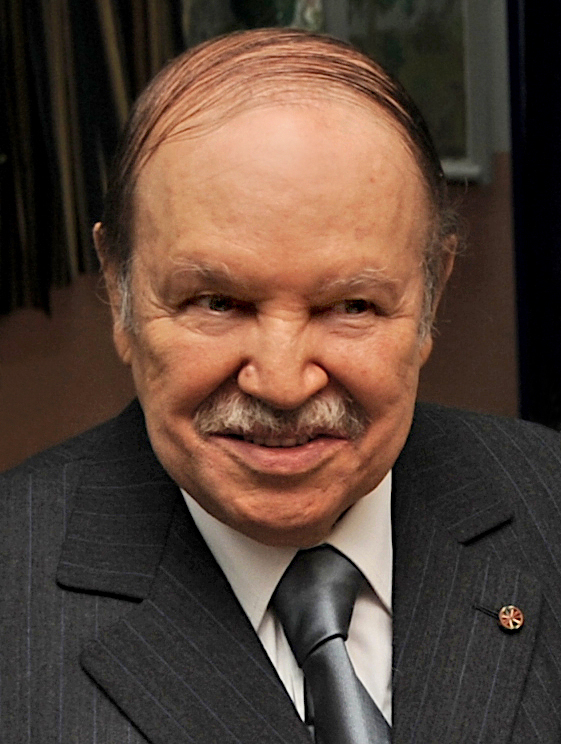
Абдель Азиз Бутефлика

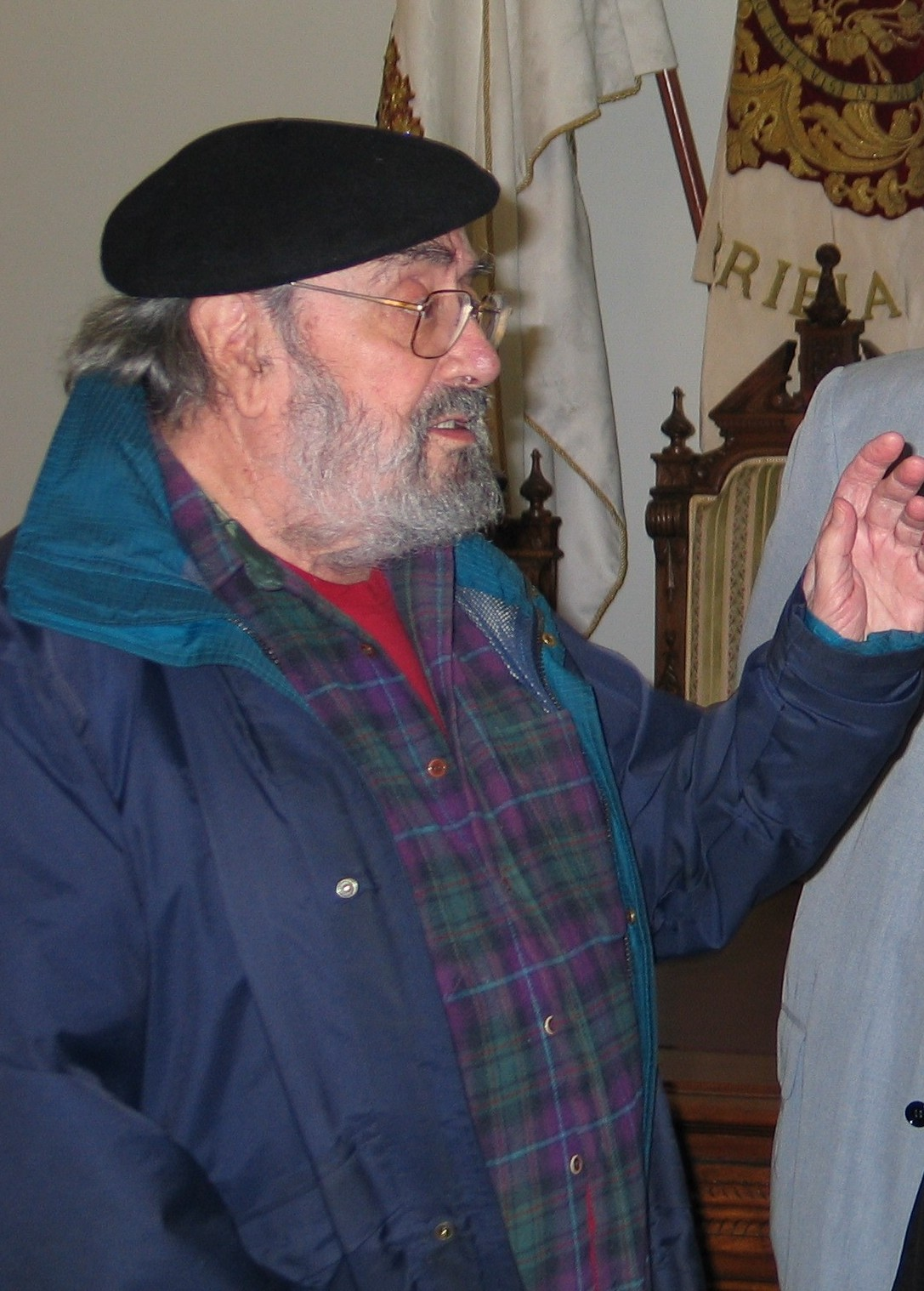
Альфонсо Састре

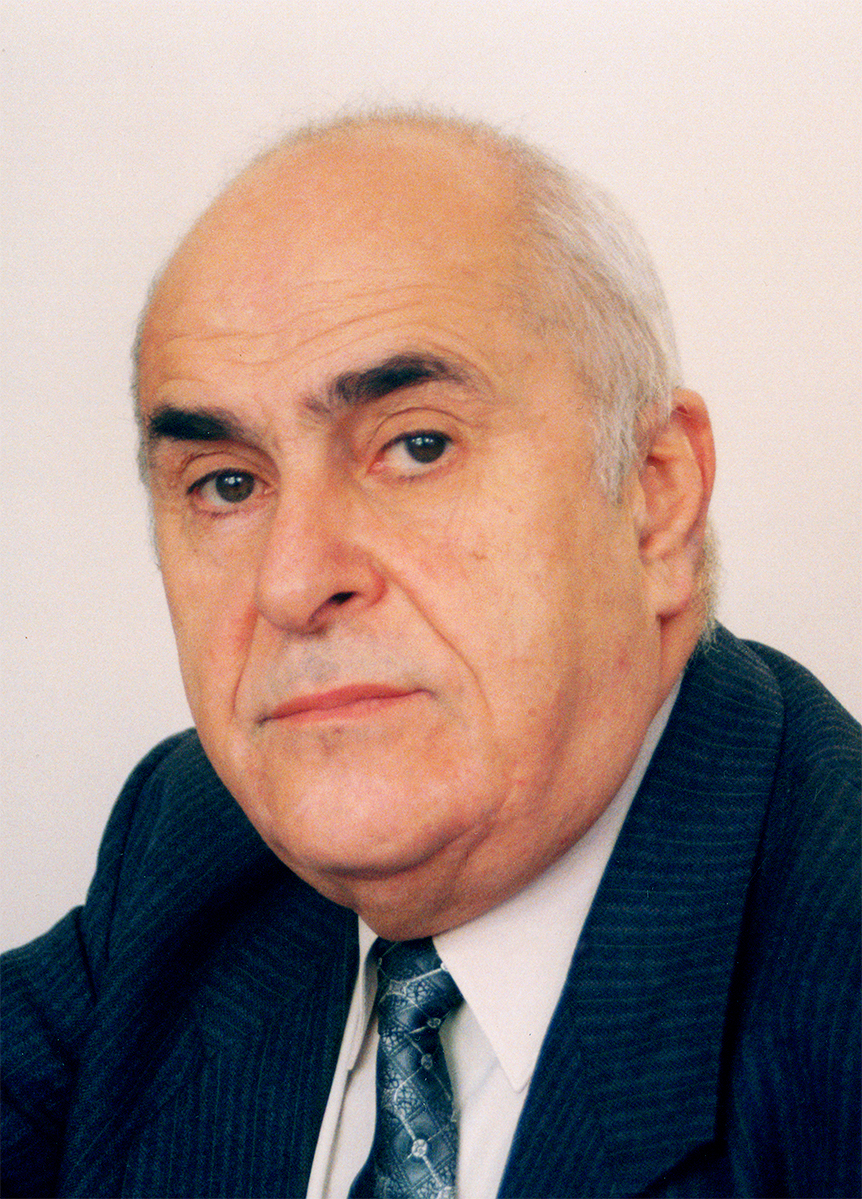
Эдуард Чубарян

- Бутефлика, Абдель Азиз (84) — алжирский государственный деятель, президент Алжира (1999—2019)[209].
- Даллен, Русс (58) — американский и венесуэльский экономист (о смерти объявлено в этот день)[210].
- Джанелли, Карлос (73) — уругвайский дипломат, посол Уругвая в США (2005—2012, 2015—2020)[211].
- Ди Бенедетто, Арнальдо (80) — итальянский литературный критик[212].
- Залокоцкий, Роман Фёдорович (81) — советский и украинский шахматный композитор, международный мастер по шахматной композиции[213].
- Иргашев, Шухрат Ибрагимович (76) — советский и узбекский актёр и режиссёр, народный артист Узбекской ССР (1989)[214].
- Йобст, Себастьян (38) — немецкий кинорежиссёр[215].
- Костров, Николай Михайлович (71) — украинский военачальник, заместитель командующего ВМС Украины — начальник штаба ВМС Украины (1993—1996), контр-адмирал[216].
- Кузнецов, Фёдор Михайлович (63) — российский оперный певец (бас), солист Мариинского театра оперы и балета[217].
- Курспахич, Кемал (74) — боснийский журналист и дипломат[218].
- Линдер, Альберт Алексеевич (25) — казахстанский тяжелоатлет, чемпион Азии (2017); самоубийство[219].
- Мартинес, Жоан (78) — испанский футболист и футбольный тренер[220].
- Мёдович, Альфред (92) — польский профсоюзный и политический деятель[221].
- Норейка, Пранас Миколович (93) — советский хозяйственный деятель, Герой Социалистического Труда (1966)[222].
- Падманабхан, Тхану (64) — индийский физик-теоретик[223].
- Париз, Рональд (88) — немецкий художник-график[224].
- Састре, Альфонсо (95) — испанский драматург, эссеист и литературный критик[225].
- Селицкий, Валерий Степанович (72) — советский и белорусский государственный деятель, председатель Гомельского областного совета депутатов (1995—2010)[226].
- Скотт, Тони (80) — английский футболист («Вест Хэм Юнайтед», «Астон Вилла») (о смерти объявлено в этот день)[227].
- Такэсита, Ватару (75) — японский политический деятель, депутат парламента Японии[228].
- Чубарян, Эдуард Варданович (85) — советский и армянский физик-теоретик, академик НАН РА (1996)[229].

## 16 сентября

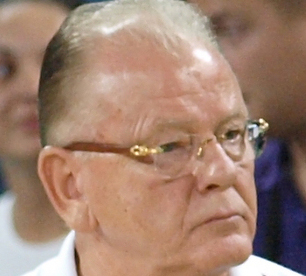
Душан Ивкович

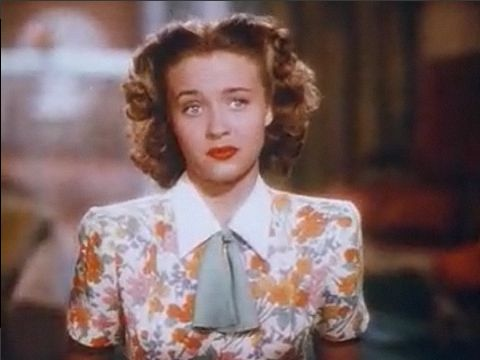
Джейн Пауэлл

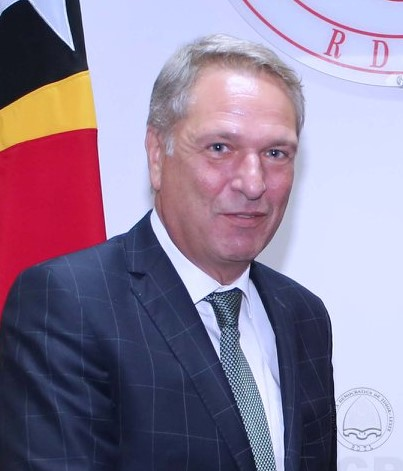
Роб Свартбол

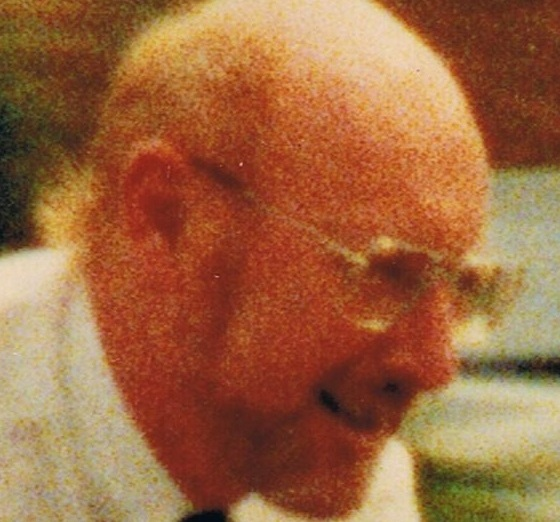
Клайв Синклер

- Аднан Абу Валид ас-Сахрави (48) — лидер Исламского государства в Сахеле (с 2015 года); убит[230].
- Алемани, Алекс (78) — испанский художник[231].
- Бейли, Норман (88) — американский оперный певец (бас-баритон)[232].
- Берзиньш, Ансис (81) — советский и латвийский кино- и мультипликационный режиссёр[233].
- Гулиев, Ариф Мехди оглы (87) — советский и азербайджанский учёный в области разработки и эксплуатации нефтяных и газовых месторождений, член-корреспондент НАНА (1989)[234].
- Джонсон, Гейр (68) — норвежский композитор и писатель[235].
- Джурич, Зоран (80) — сербский физик и электротехник, академик Сербской академии наук и искусств (2012)[236].
- Дюкарев, Владимир Петрович (78) — российский организатор производства, генеральный директор «АЛРОСА» (1995—2002)[237].
- Ивкович, Душан (77) — югославский и сербский баскетбольный тренер[238].
- Ломако, Владимир Андреевич (83) — советский и украинский криминалист[239].
- Мкхизе, Хленгиве (69) — южноафриканская политическая деятельница, министр высшего образования, министр по правам женщин, молодёжи и инвалидов ЮАР[240].
- Ойе-Мба, Казимир (79) — габонский политический деятель, премьер-министр Габона (1990—1994)[241].
- Пауэлл, Джейн (92) — американская актриса, певица и танцовщица[242].
- Пономарёва, Маргарита Анатольевна (58) — советская и российская легкоатлетка[243].
- Сантана, Грасиети (40) — бразильская легкоатлетка (бег на длинные дистанции), участница летних Олимпийских игр в Рио-де-Жанейро (2016)[244].
- Свартбол, Роб (57) — нидерландский дипломат, посол в России (2019—2020)[245].
- Синклер, Клайв (81) — британский компьютерщик и предприниматель[246].
- Шамис, Владимир Яковлевич (84) — советский и российский спортивный судья, судья международной категории по баскетболу, комиссар ФИБА (c 1994), бывший глава судейского комитета РФБ[247].
- Шмаков, Алексей Егорович (88) — советский, российский и украинский скульптор-монументалист[248].

## 15 сентября

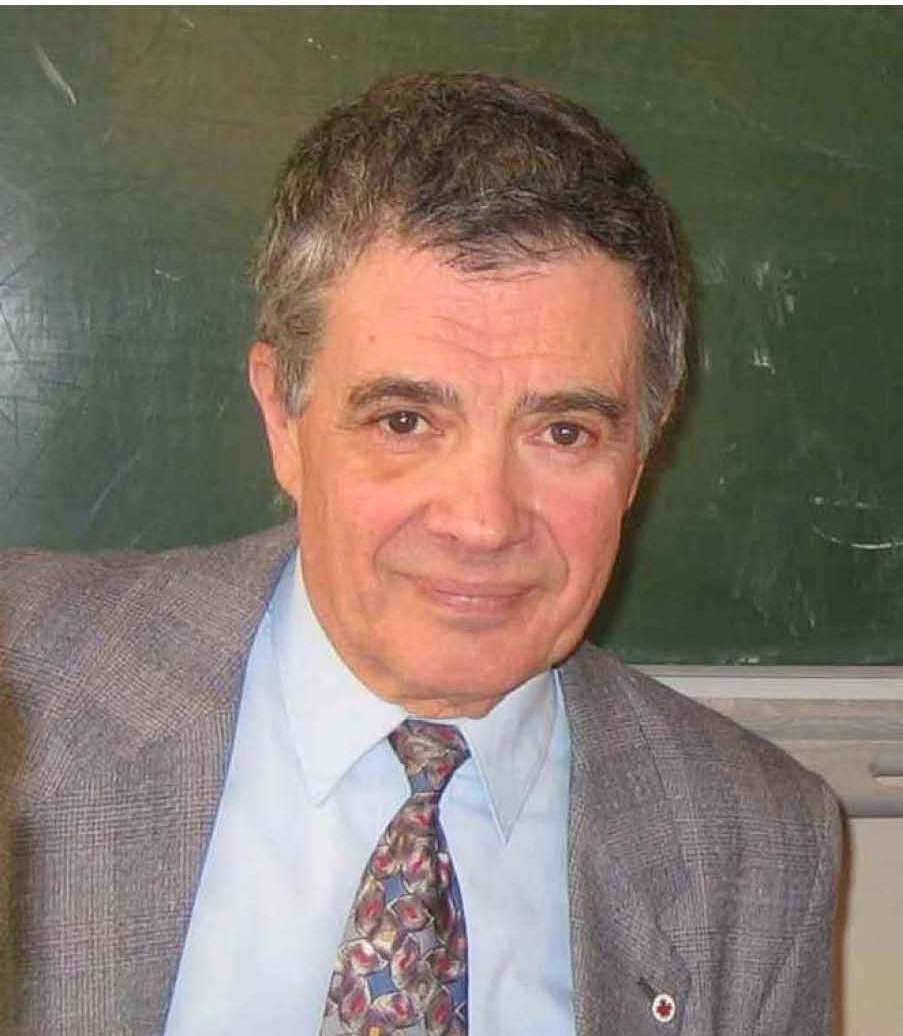
Мирон Амусья

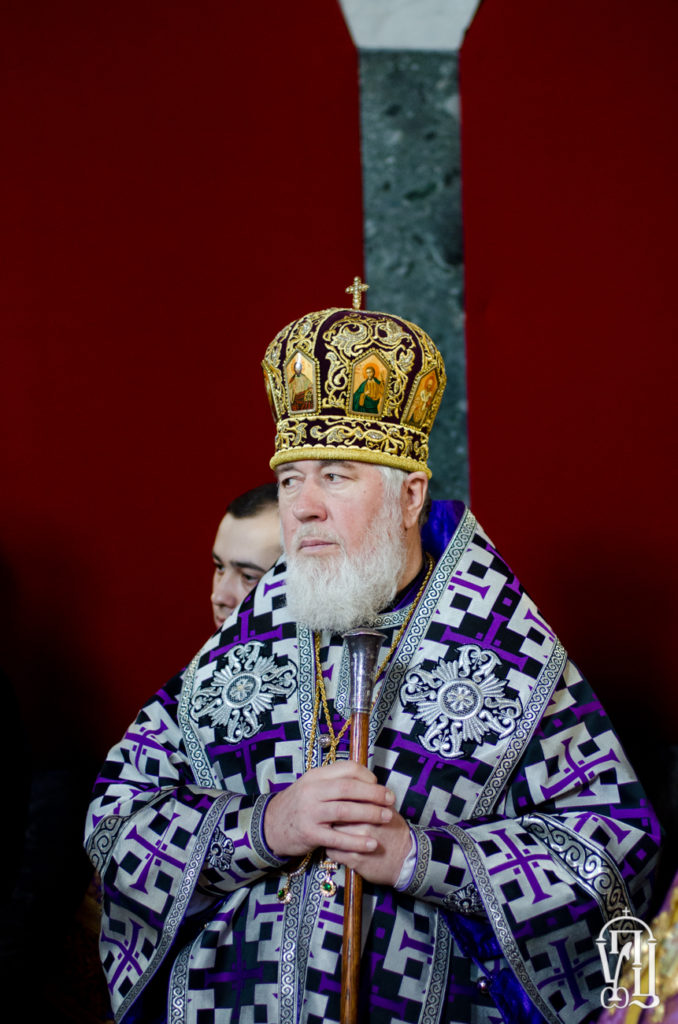
Варфоломей (Ващук)

- Адриан, Филип (81) — французский театральный режиссёр, драматург и сценарист[249].
- Амусья, Мирон Янкелевич (86) — советский, российский и израильский физик-теоретик и общественный деятель[250].
- Банит, Владимир Николаевич (82) — советский и российский архитектор[251].
- Варфоломей (Ващук) (68) — иерарх Украинской православной церкви, митрополит Ровенский и Острожский (с 1996)[252].
- Кессених, Александр Владимирович (89) — советский и российский учёный и историк науки, доктор физико-математических наук (1974), профессор (1987), сотрудник ИИЕТ РАН[253].
- Лелас, Жана (51) — югославская и хорватская баскетболистка, серебряный призёр летних Олимпийских игр в Сеуле (1988)[254].
- Мавлютов, Ильдар Масалимович (68) — советский и российский тренер по фехтованию, заслуженный тренер Российской Федерации, заслуженный работник физической культуры Российской Федерации[255].
- Меркадье, Марта (92) — французская актриса[256].
- Рэпп, Джоэл Малкольм (87) — американский кинорежиссёр, кино- и телесценарист[257].
- Стратоник (Свищёв) (43) — клирик Валуйской епархии Белгородской митрополии Русской Православной Церкви[258].
- Фасахов, Нил Шафикович (88) — советский волейболист, чемпион мира (1960), заслуженный мастер спорта СССР (1960)[259].
- Шошин, Анатолий Васильевич (84) — советский и российский тренер по лёгкой атлетике, заслуженный тренер Российской Федерации[260].
- Щерица, Валерий Петрович (74) — советский и белорусский джазовый трубач, заслуженный артист Белорусской ССР (1990)[261].
- Яворек, Юстин (85) — чехословацкий и словацкий футболист, тренер[262].

## 14 сентября

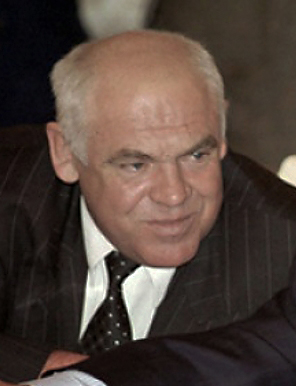
Виктор Казанцев

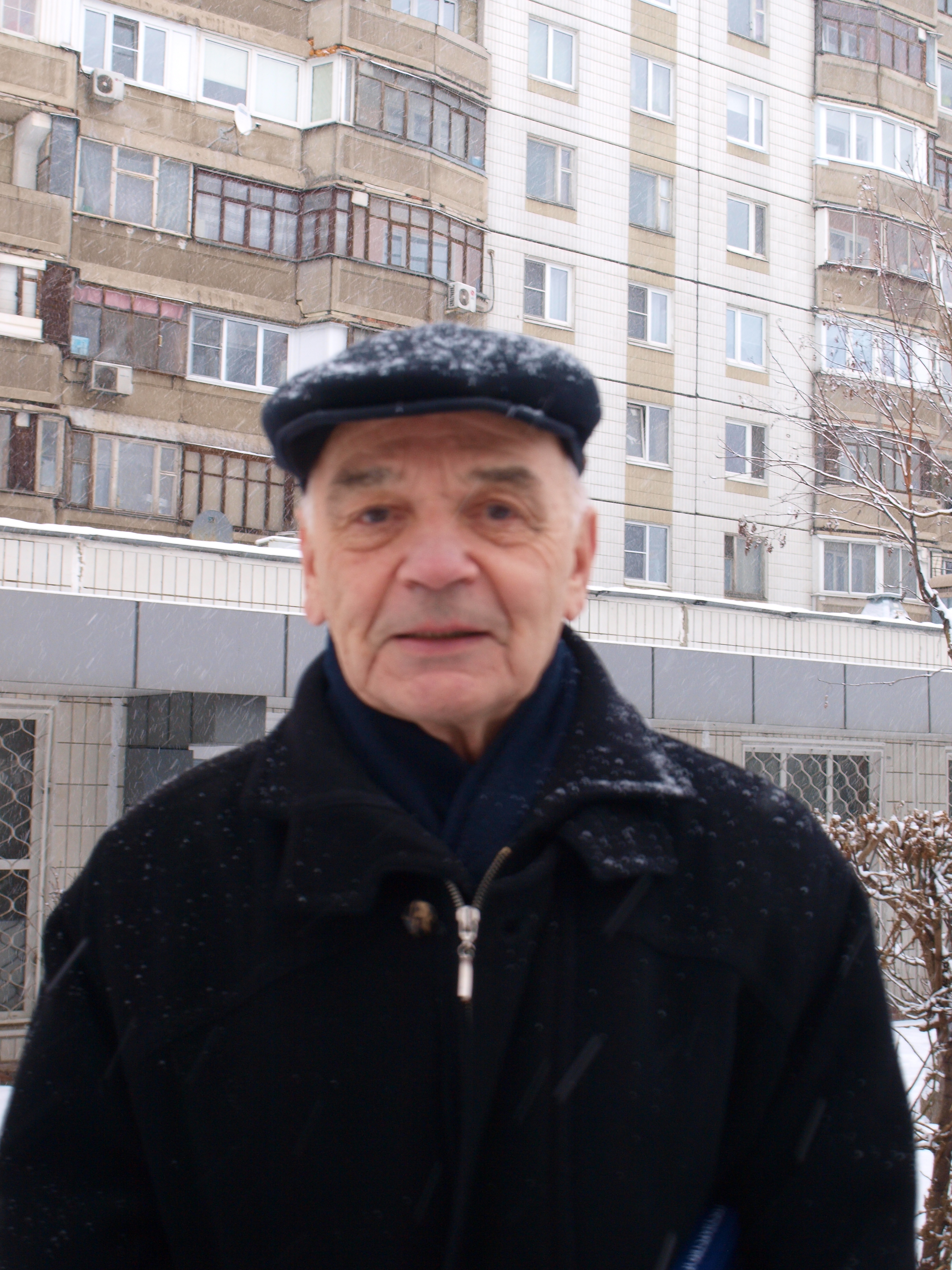
Орест Мартышин

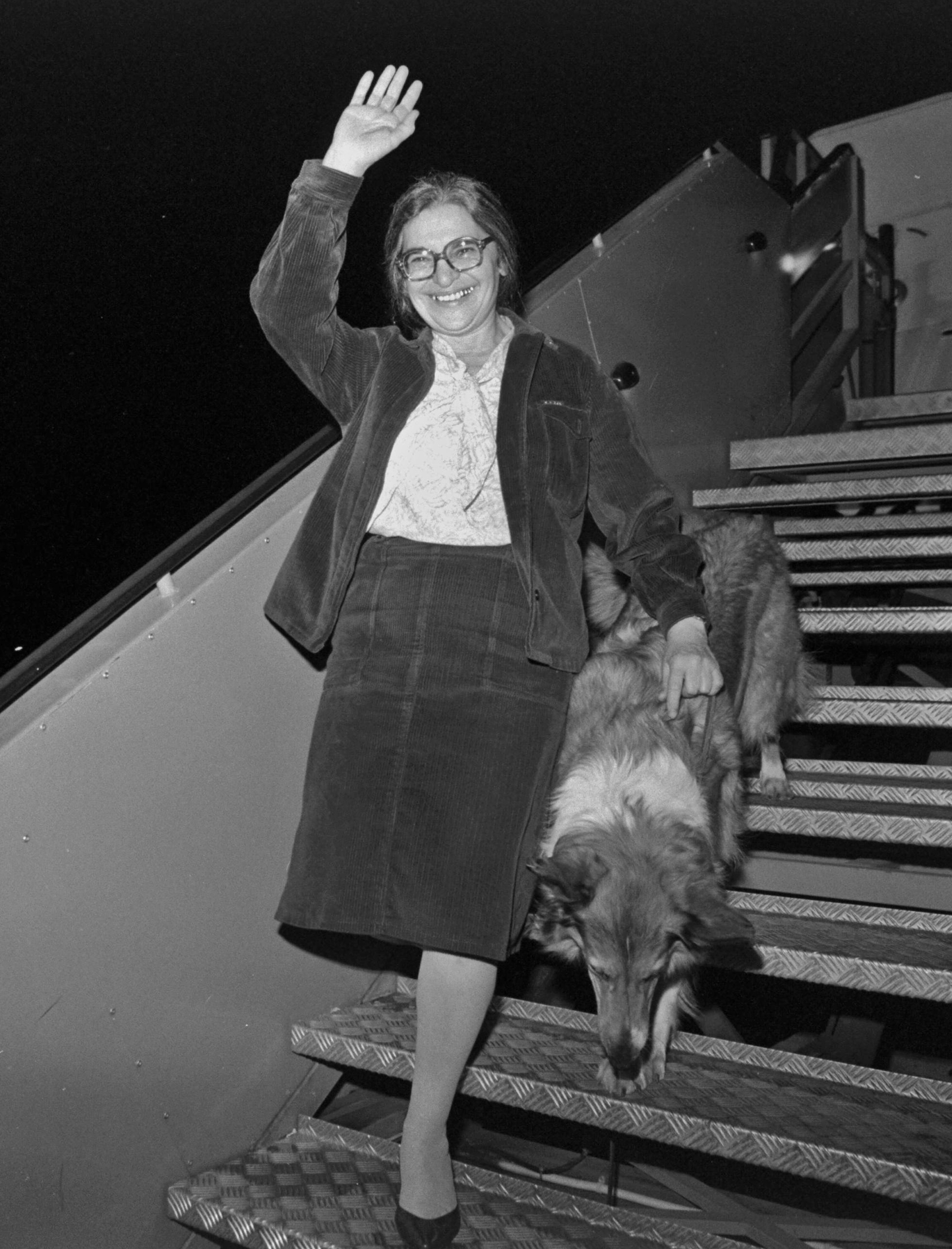
Ида Нудель

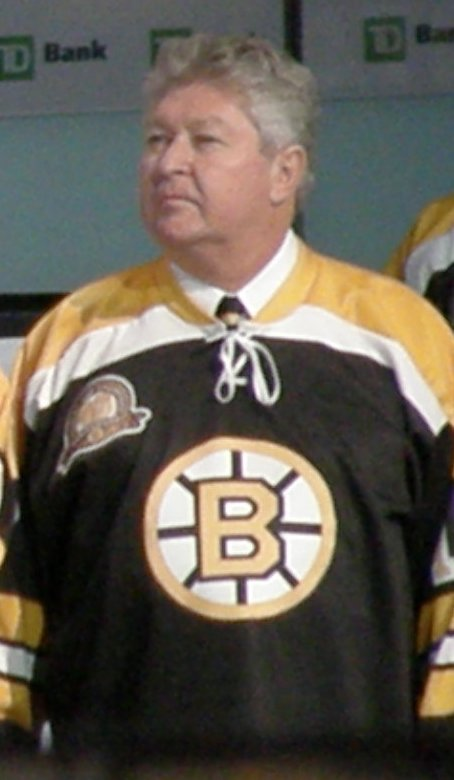
Фред Стэнфилд

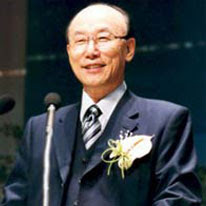
Дэвид Ёнги Чо

- Бану, Зайтун (83) — пакистанская писательница[263].
- Белоус, Дмитрий Иванович (60) — советский и украинский футболист («Буковина»)[264].
- Вадопьян, Элиот (63) — американский контрабасист, лауреат премии «Грэмми»[265].
- Гельман, Борис Никодимович (86) — советский и российский журналист[266].
- Гребёнкин, Николай Александрович (81) — советский и российский военный деятель, генерал-майор[267].
- Дюамель, Роберт Чарльз (66) — политический деятель острова Джерси, депутат парламента, министр планирования и окружающей среды[268].
- Зуруфчу, Ягуб (65) — азербайджанский певец, заслуженный артист Азербайджанской Республики (2009)[269].
- Казаков, Геннадий Петрович (87) — советский и российский театральный деятель, директор Архангельского театра кукол, заслуженный работник культуры Российской Федерации[270].
- Казанцев, Виктор Германович (75) — российский военный и государственный деятель, генерал армии (2000), Герой Российской Федерации (1999)[271].
- Козаченко, Александр Николаевич (82) — российский хозяйственный деятель, генеральный директор «Мострансгаз» РАО «Газпром» (1990—2001)[272].
- Лубина, Ладислав (54) — чехословацкий и чешский хоккеист, бронзовый призёр зимних Олимпийских игр в Альбервиле (1992)[273].
- Макдональд, Норм (61) — канадский актёр и сценарист[274].
- Мартинес Саррион, Антонио (82) — испанский поэт и литературный переводчик[275].
- Мартышин, Орест Владимирович (84) — советский и российский правовед, доктор юридических наук (1976), профессор кафедры теории государства и права МГЮА[276].
- Нудель, Ида Яковлевна (90) — советская и израильская правозащитница[277].
- Седых, Юрий Георгиевич (66) — советский легкоатлет, метатель молота, двукратный чемпион летних Олимпийских игр: в Монреале (1976) и в Москве (1980)[278].
- Стэнфилд, Фред (77) — канадский хоккеист, двукратный обладатель Кубка Стэнли в составе «Бостон Брюинз»[279][280].
- Чапайкин, Николай Павлович (76) — советский и российский актёр и драматург[281].
- Чо, Дэвид Ёнги (85) — христианский проповедник в Корее, основатель Церкви Полного Евангелия Ёыйдо[282].
- Шейкин, Алексей Николаевич (79) — советский и российский художник[283].
- Ярзуткин, Василий Васильевич (52) — российский спортивный функционер[284].

## 13 сентября

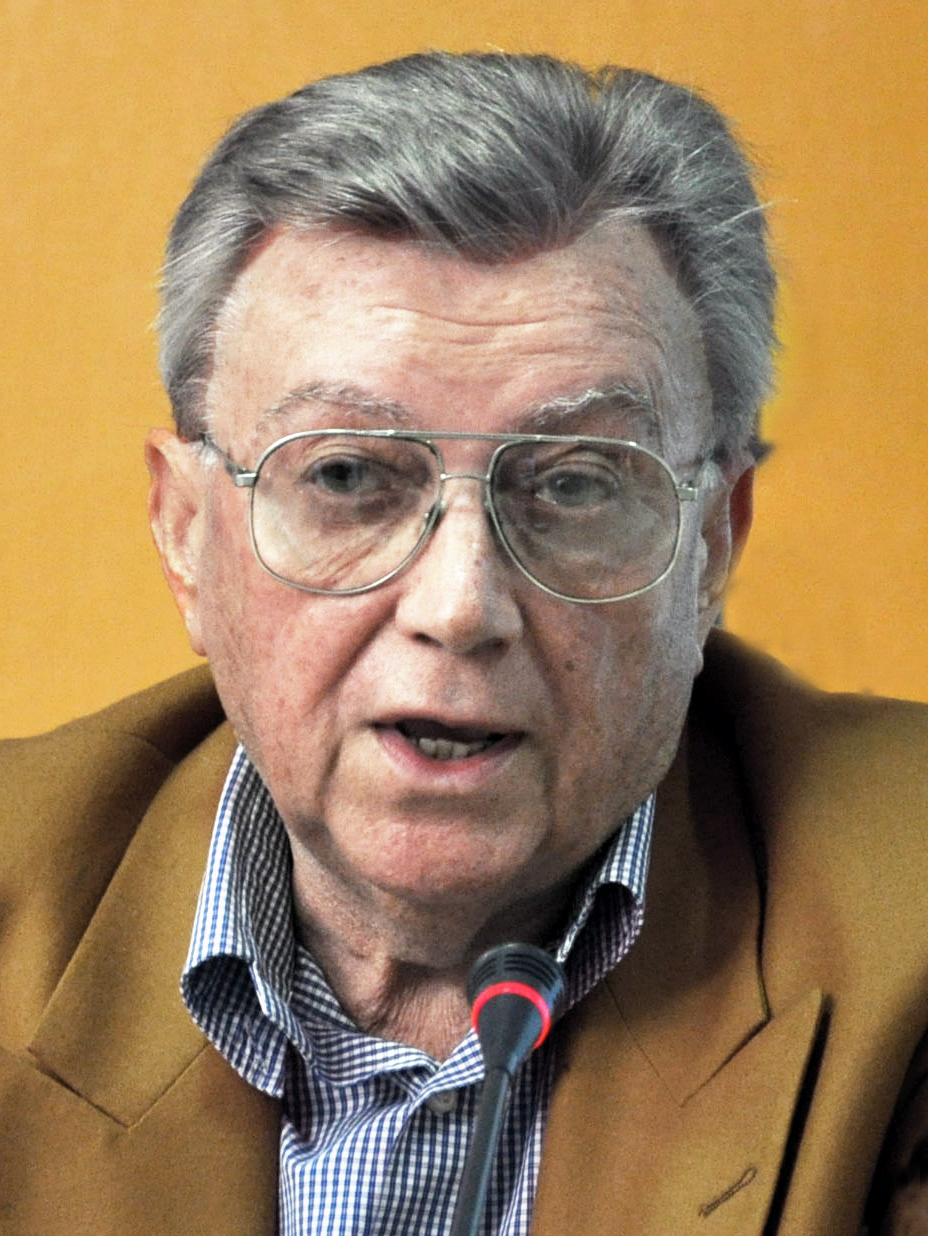
Борисав Йович

- Берманец, Владимир (66) — хорватский геолог и минералог, действительный член Хорватской академии наук и искусств (2012)[285].
- Боровков, Михаил Александрович (64) — российский киноактёр[286].
- Гарно, Мишель (82) — канадский писатель[287].
- Дворецкий, Джан Петрович (83) — советский и российский физиолог, директор Института физиологии им. И. П. Павлова РАН (1995—2015), член-корреспондент РАН (2003)[288].
- Джонсон-Валь, Шарлотта (79) — английская художница, мать Б. Джонсона[289].
- Йович, Борисав (92) — югославский и сербский государственный деятель, председатель Президиума СФРЮ (1990—1991)[290].
- Колодзейчик, Кристина (82) — польская актриса[291].
- Кольер, Дональд (92) — американский актёр[292].
- Кукк, Калью Иванович (90) — советский учёный в области радиосвязи и телерадиовещания и государственный деятель, заместитель (1985—1990) и первый заместитель (1990—1991) министра связи СССР, лауреат Ленинской премии[293].
- Льюис, Лерой (76) — кoстa-pикaнcкий футболист, главный тренер сборной Белиза по футболу[294].
- Макеев, Андрей Гениевич (69) — советский баскетболист, бронзовый призёр летних Олимпийских игр в Монреале (1976)[295].
- Нестеров, Анатолий Александрович (90) — советский и российский организатор производства, генеральный директор НПО «Комплекс» (1961—1991)[296].
- Партридж, Кэтлин (57) — австралийская хоккеистка на траве, вратарь; тренер. Олимпийская чемпионка 1988 года, участница летних Олимпийских игр 1992 года.
- Рашид Чоудхури, Масуда М. (70) — бангладешская политическая деятельница, депутат Национальной Ассамблеи Бангладеш[297].
- Ризабава (54) — индийский киноактёр[298].
- Фернандес, Оскар (80) — индийский государственный деятель, министр автомобильного транспорта и автомобильных дорог Индии (2013—2014)[299].
- Хайруллин, Сайфулла Самигуллович (71) — советский и российский башкирский певец[300].
- Хьюиш, Энтони (97) — британский радиоастроном, член Лондонского королевского общества (1968), лауреат Нобелевской премии по физике (1974)[301].

## 12 сентября

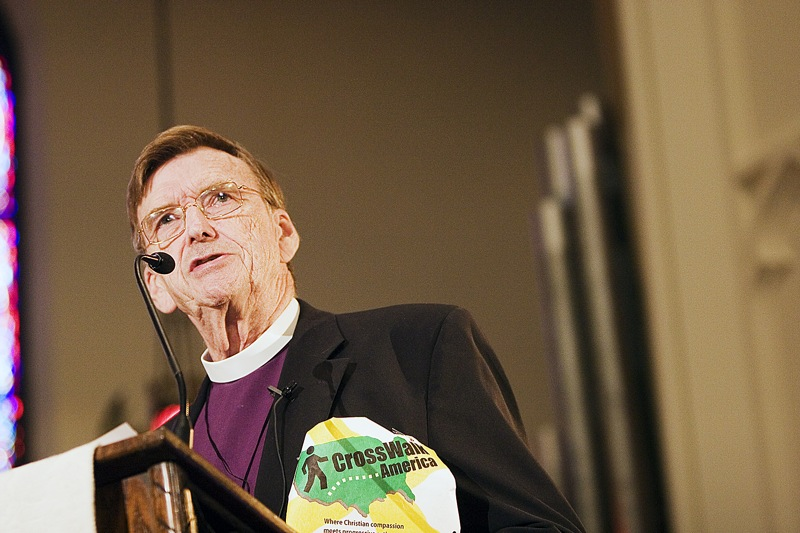
Джон Спонг

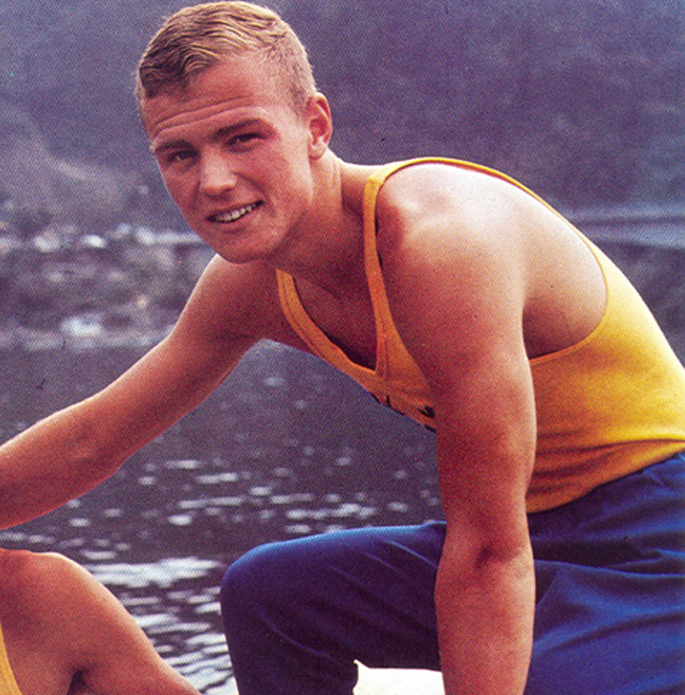
Гуннар Уттерберг

- Бабаев, Яшар Аллах-Кули оглы (80) — советский футболист, бронзовый призёр чемпионата СССР по футболу (1966) в составе бакинского «Нефтчи»[302].
- Ван Дейк, Томас (90) — нидерландский хоккеист на траве, участник Летних Олимпийских игр 1960 года в Риме[303].
- Верини, Антонио (85) — итальянский политический деятель, член Палаты депутатов Италии (2006)[304].
- Кенди, Карло (88) — итальянский художник-карикатурист[305].
- Конин, Николай Михайлович (86) — советский и российский правовед, доктор юридических наук (1980), профессор кафедры административного и муниципального права СГЮА (1982), заслуженный деятель науки Российской Федерации (2006)[306].
- Николаев, Иван Валентинович (80) — советский и российский художник-монументалист, внук Зинаиды Серебряковой[307].
- Пипер, Предраг (71) — сербский филолог, специалист по русскому и сербскому языкам[308].
- Рыбаков, Иван Алексеевич (79) — русский писатель, директор музея-заповедника «Абрамцево» (1976—2005), заслуженный деятель искусств Российской Федерации (1995)[309][310].
- Спонг, Джон Шелби (90) — американский иерарх Епископальной Церкви, епископ Ньюарка (1979—2000)[311].
- Теонас, Яннис (80) — греческий политический деятель, член Европарламента (1994—2001)[312].
- Уттерберг, Гуннар (78) — шведский гребец-байдарочник, чемпион летних Олимпийских игр в Токио (1964)[313].

## 11 сентября

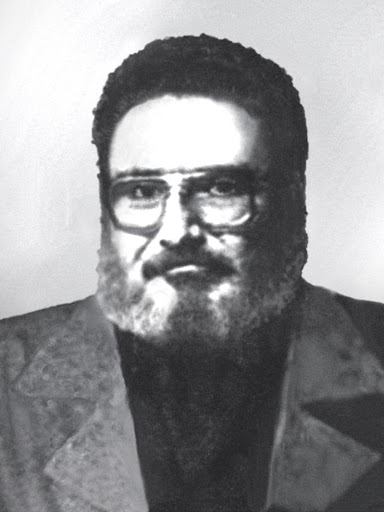
Абюимаэль Гусман

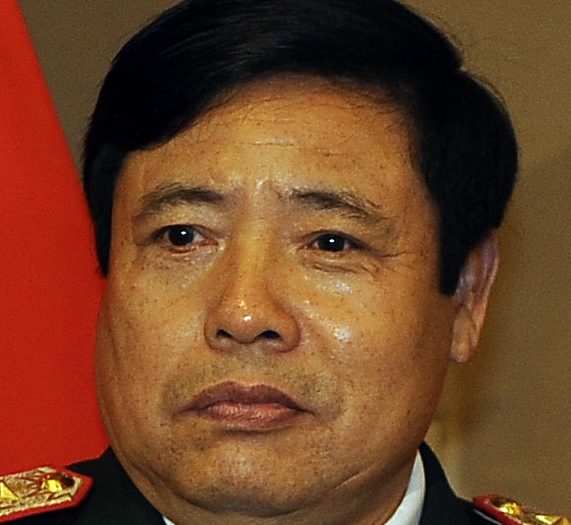
Фунг Куанг Тхань

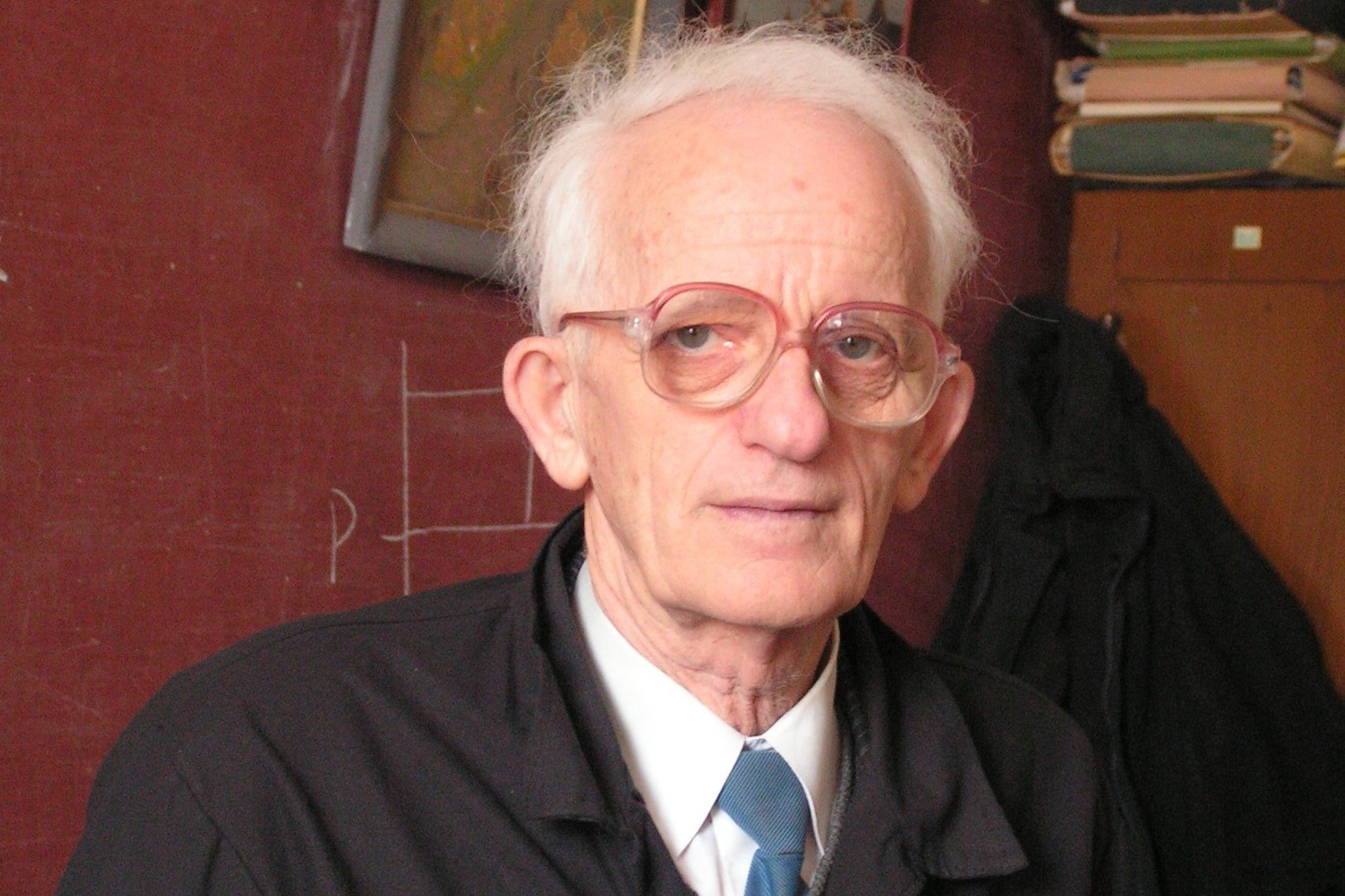
Симон Шноль

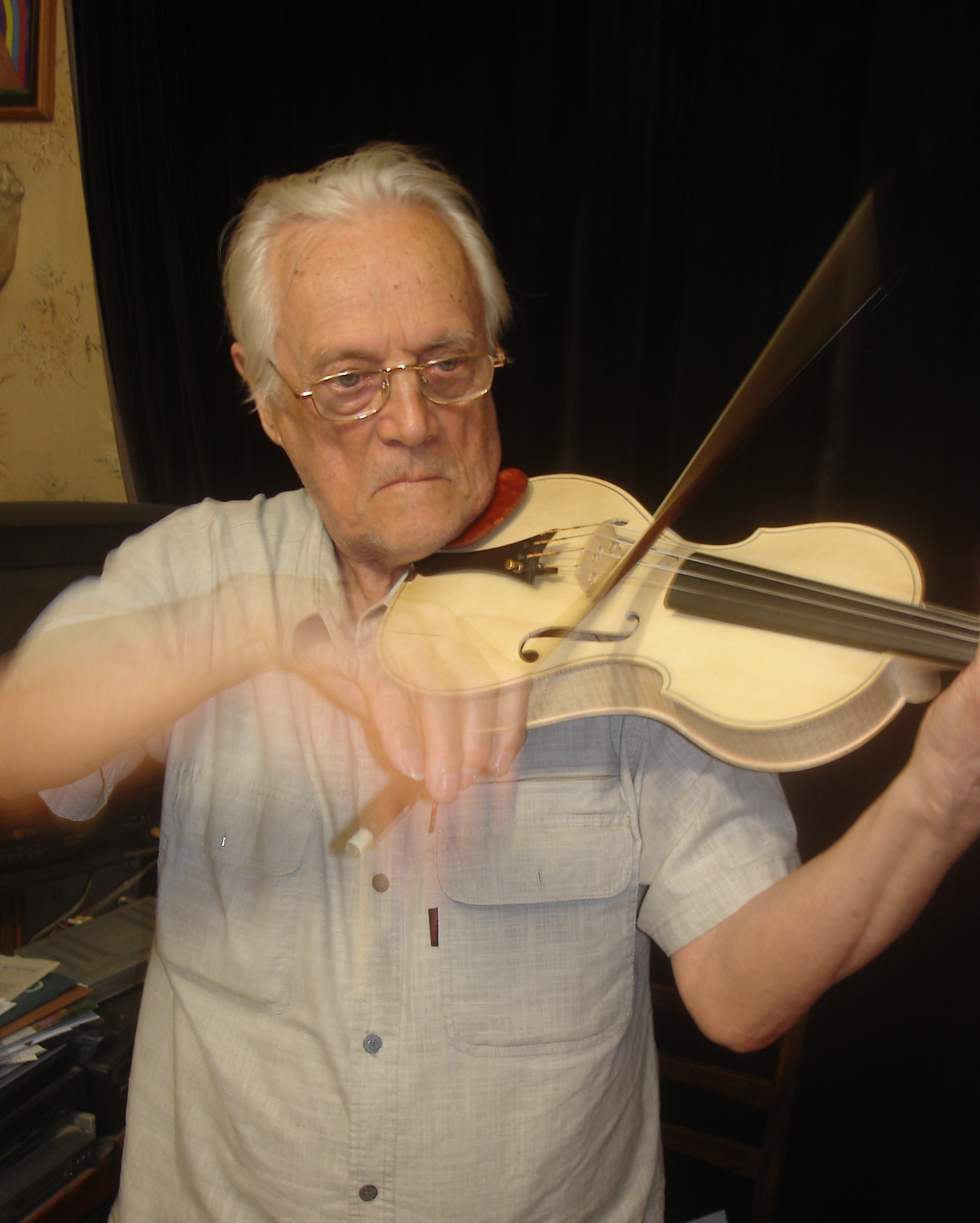
Флориан Юрьев

- Аалтонен, Минна (54) — финская актриса и телеведущая[314].
- Венедиктов, Григорий Куприянович (91) — советский и российский болгарист, доктор филологических наук (1992), сотрудник Института славяноведения РАН[315].
- Гусман, Абимаэль (86) — перуанский революционер[316].
- Козырев, Николай Иванович (87) — советский и российский дипломат, посол СССР / России в Ирландии (1991—1998)[317].
- Мендиола, Мария (69) — испанская поп-певица[318].
- Перельройзен, Михаил Петрович (74) — советский и российский физик, лауреат Государственной премии СССР в области науки и техники (1985)[319].
- Сухоруков, Владимир Витальевич (61) — российский композитор[320].
- Фунг Куанг Тхань (72) — вьетнамский генерал, начальник генштаба ВНА (2001—2006), министр обороны Вьетнама (2006—2016)[321].
- Шноль, Симон Эльевич (91) — советский и российский биофизик и историк науки, доктор биологических наук (1970), профессор кафедры биофизики физфака МГУ (1973)[322].
- Юрьев, Флориан Ильич (92) — советский и украинский архитектор, художник и музыкант[323].

## 10 сентября

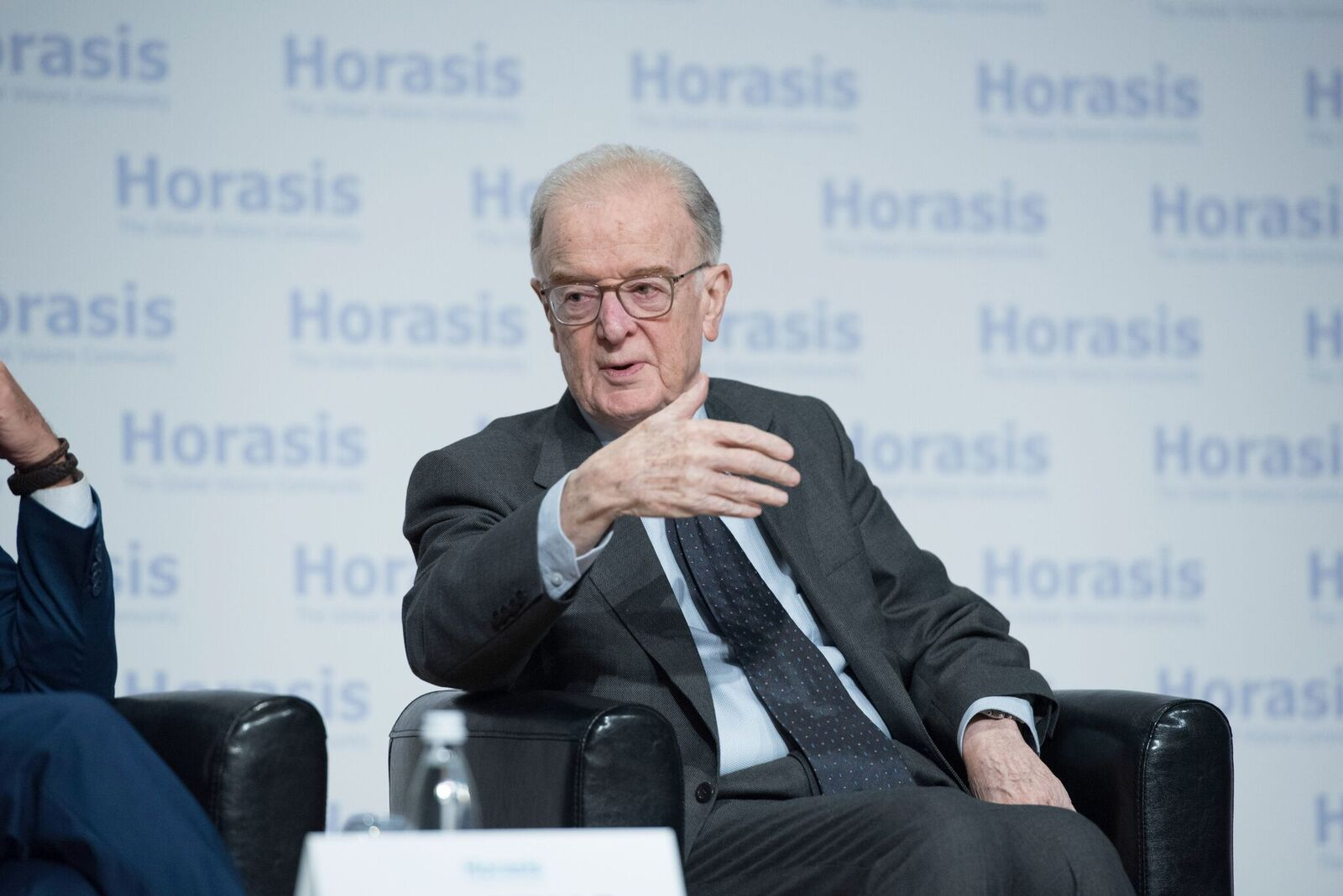
Жоржи Сампайю

- Алексеев, Дмитрий Николаевич (94) — советский работник органов внутренних дел[324].
- Банни, Шарль Конан (80) — ивуарийский государственный деятель, премьер-министр (2005—2007)[325].
- Барвинко, Денис Анатольевич (27) — украинский футболист[326].
- Васильев, Иван Фёдорович (77) — советский и российский военачальник, первый заместитель начальника, начальник тыла ВМФ, заместитель главнокомандующего ВМФ по тылу (1991—1999), адмирал (1995)[327].
- Даляль бинт Сауд Аль Сауд (63-64) — саудовская принцесса из династии Аль Сауд и филантроп[328]
- Йон Сигурдссон (75) — исландский государственный деятель, министр торговли, промышленности и туризма Исландии, глава Национального банка Исландии[329].
- Камышов, Валентин Митрофанович (85) — советский и российский химик, ректор Уральского государственного экономического университета (1983—2005)[330].
- Лапшин, Андрей Александрович (48) — российский учёный, ректор ННГАСУ (с 2014 года)[331].
- Лыкосов, Василий Николаевич (76) — советский и российский гидродинамик, член-корреспондент РАН (2000)[332].
- Любовский, Леонид Зиновьевич (84) — советский и российский композитор, профессор Казанской консерватории, заслуженный деятель искусств Российской Федерации (1996)[333].
- Розенфельд, Яков Романович (94) — советский и российский спортивный педагог, народный учитель Российской Федерации (2009), заслуженный тренер РСФСР (1968)[334].
- Сампайю, Жоржи (81) — португальский государственный деятель, президент Португальской Республики (1996—2006)[335].
- Спайс, Гордон (81) — британский автогонщик и конструктор автомобилей[336].
- Чепмен, Майкл (80) — английский певец, автор песен и гитарист[337].
- Шмидт, Ларс-Хенрик (68) — датский философ[338].

## 9 сентября

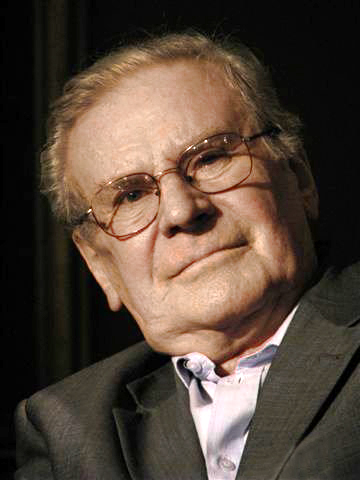
Веслав Голас

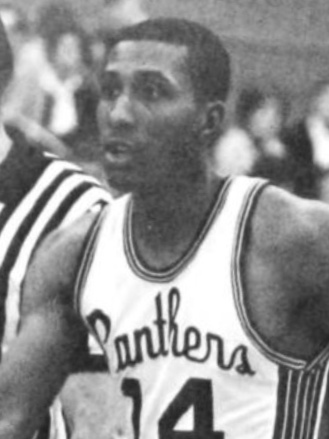
Джин Литтлз

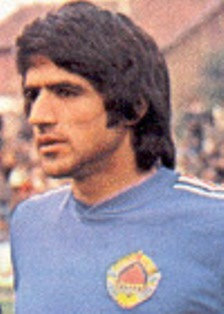
Данило Попивода

- Айнем, Каспар (73) — австрийский государственный деятель, министр внутренних дел (1995—1997)[339].
- Алауйе, Бурхане (80) — ливанский кинорежиссёр[340].
- Бобин, Геннадий Иванович (82) — советский и российский военный деятель, генерал-майор[341].
- Бремс, Урбан (87) — бельгийский футболист («Брюгге») и тренер («Андерлехт»)[342].
- Буров, Александр Михайлович (73) — советский и российский художник[343].
- Голас, Веслав (90) — польский актёр[344].
- Дусь, Мариан (83) — польский католический прелат, вспомогательный епископ Варшавы (1986—2013)[345].
- Жанотт, Жан-Поль (95) — канадский оперный певец, основатель и первый художественный директор Монреальской оперы (1979—1989)[346].
- Зеленов, Лев Александрович (88) — советский и российский философ, доктор философских наук (1972), профессор кафедры философии и политологии ННГАСУ (1969)[347].
- Иваненко, Александр Васильевич (73) — советский и российский киноактёр[348].
- Итурриос, Алисия (94) — испанская художница и писательница[349].
- Катилло-Ратмиров, Георгий Сергеевич (83) — советский и российский живописец, график[350].
- Контрерас, Тино (97) — мексиканский джазовый барабанщик, композитор и аранжировщик[351].
- Левицкий, Ефим Львович (85) — советский и украинский оружейный конструктор, один из создателей танка Т-64, лауреат Государственной премии Украины в области науки и техники[352].
- Литтлз, Джин (78) — американский профессиональный баскетболист и тренер «Кентукки Колонелс»[353].
- Падилья, Тарсизиу (93) — бразильский философ[354].
- Попивода, Данило (74) — югославский футболист, игравший в национальной сборной[355].
- Радакс, Ферри (89) — австрийский кинорежиссёр[356].
- Холден, Аманда (73) — британская оперная либреттистка и переводчица оперных либретто[357].
- Юраш, Войцех (69) — польский архитектор[358].

## 8 сентября

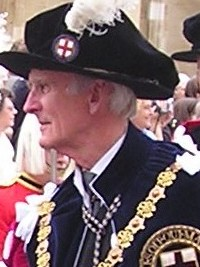
Энтони Акланд

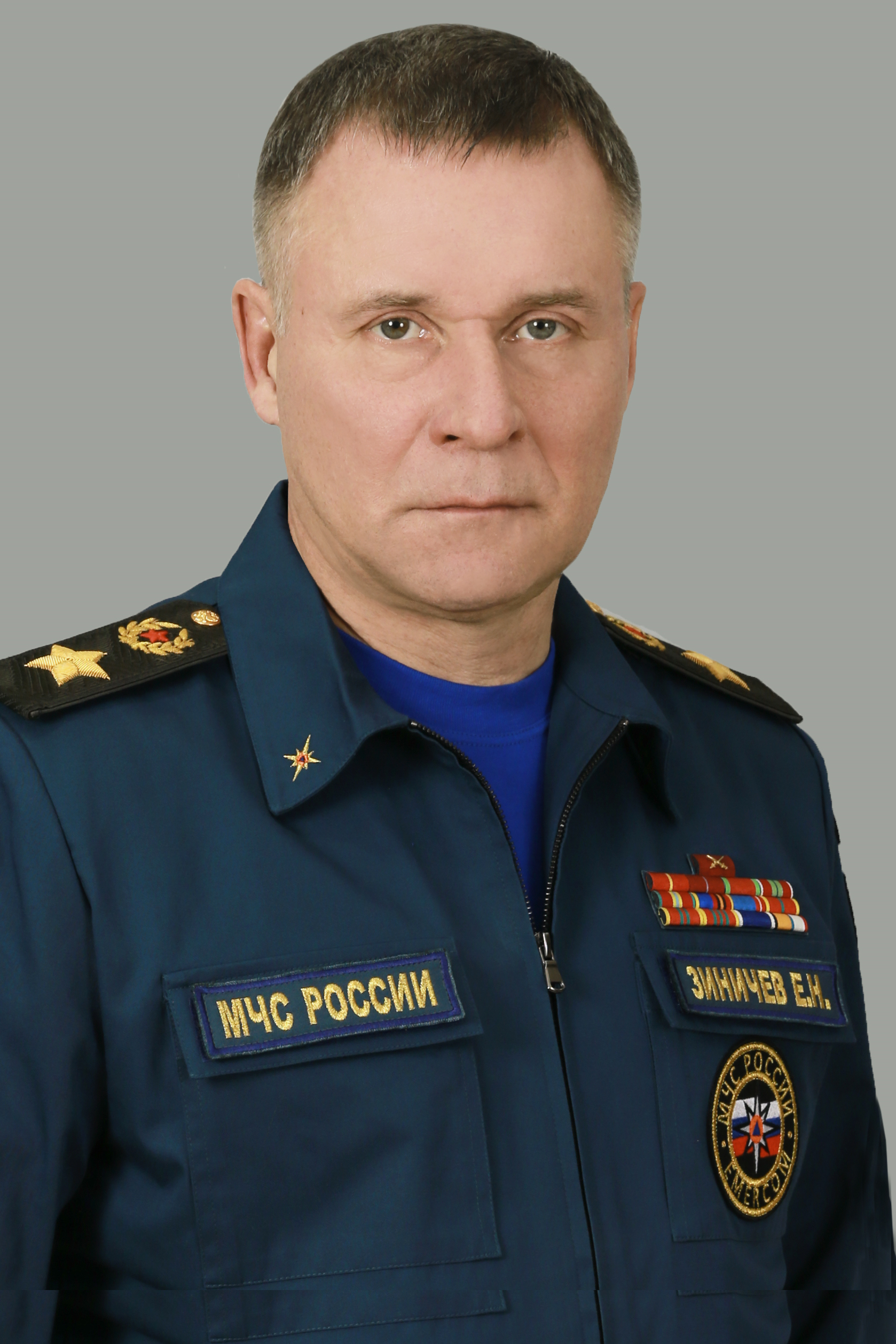
Евгений Зиничев

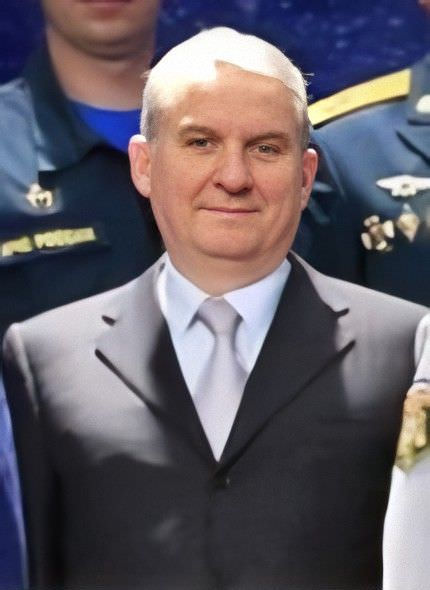
Александр Мельник

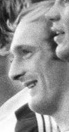
Дитмар Лоренц

- Акланд, Энтони (91) — британский дипломат, посол Великобритании в США (1986—1991)[359].
- Амиреев, Сакен Амиреевич (81) — советский и казахстанский эпидемиолог, основоположник школы вакцинологии в Казахстане, доктор медицинских наук, профессор[360].
- Бободжонов, Юсуфджон (69) — таджикский дойрист, заслуженный артист Республики Таджикистан[361].
- Бунушевац, Коста (73) — югославский и сербский художник[362].
- Вильяфуэрте, Луис (86) — филиппинский политический деятель, министр торговли и промышленности Филиппин, депутат парламента страны[363].
- Гобозов, Иван Аршакович (82) — советский и российский философ, доктор философских наук (1980), заслуженный профессор МГУ (2011)[364].
- Грациози, Франко (92) — итальянский актёр[365].
- Делгаду, Жозе Аугусту (83) — бразильский государственный деятель и юрист, председатель Высшего суда Бразилии[366].
- Дорфман, Леонид Эммануилович (97) — советский и молдавский архитектор[367].
- Зиничев, Евгений Николаевич (55) — российский государственный и военный деятель, министр Российской Федерации по делам гражданской обороны, чрезвычайным ситуациям и ликвидации последствий стихийных бедствий (с 2018), член Совета безопасности Российской Федерации (с 2018), генерал армии (2020), Герой Российской Федерации (2021); несчастный случай[368].
- Колодезников, Степан Константинович (73) — российский филолог, доктор педагогических наук (2001), профессор[369].
- Кузнецов, Геннадий Андреевич (73) — советский и российский сотрудник органов госбезопасности, полковник[370].
- Ланфранко, Гвидо (90) — мальтийский писатель[371].
- Лооп, Уно (91) — советский и эстонский певец и музыкант[372].
- Лоренц, Дитмар (70) — восточногерманский дзюдоист, чемпион и бронзовый призёр летних Олимпийских игр в Москве (1980)[373].
- Мельник, Александр Владимирович (63) — российский кинорежиссёр и сценарист; несчастный случай[374].
- Метрано, Артур (84) — американский киноактёр, известный по роли капитана Маузера в фильме «Полицейская академия»[375].
- Пуламаипиттан (85) — индийский поэт[376].
- Ребельон, Джорди (64) — испанский киноактёр[377].
- Садовников, Николай Григорьевич (94) — начальник Главного управления торговли МО СССР (1986—1991), генерал-лейтенант[378].
- Шапран, Вячеслав Николаевич (73) — советский и казахстанский волейболист и тренер по волейболу[379].

## 7 сентября

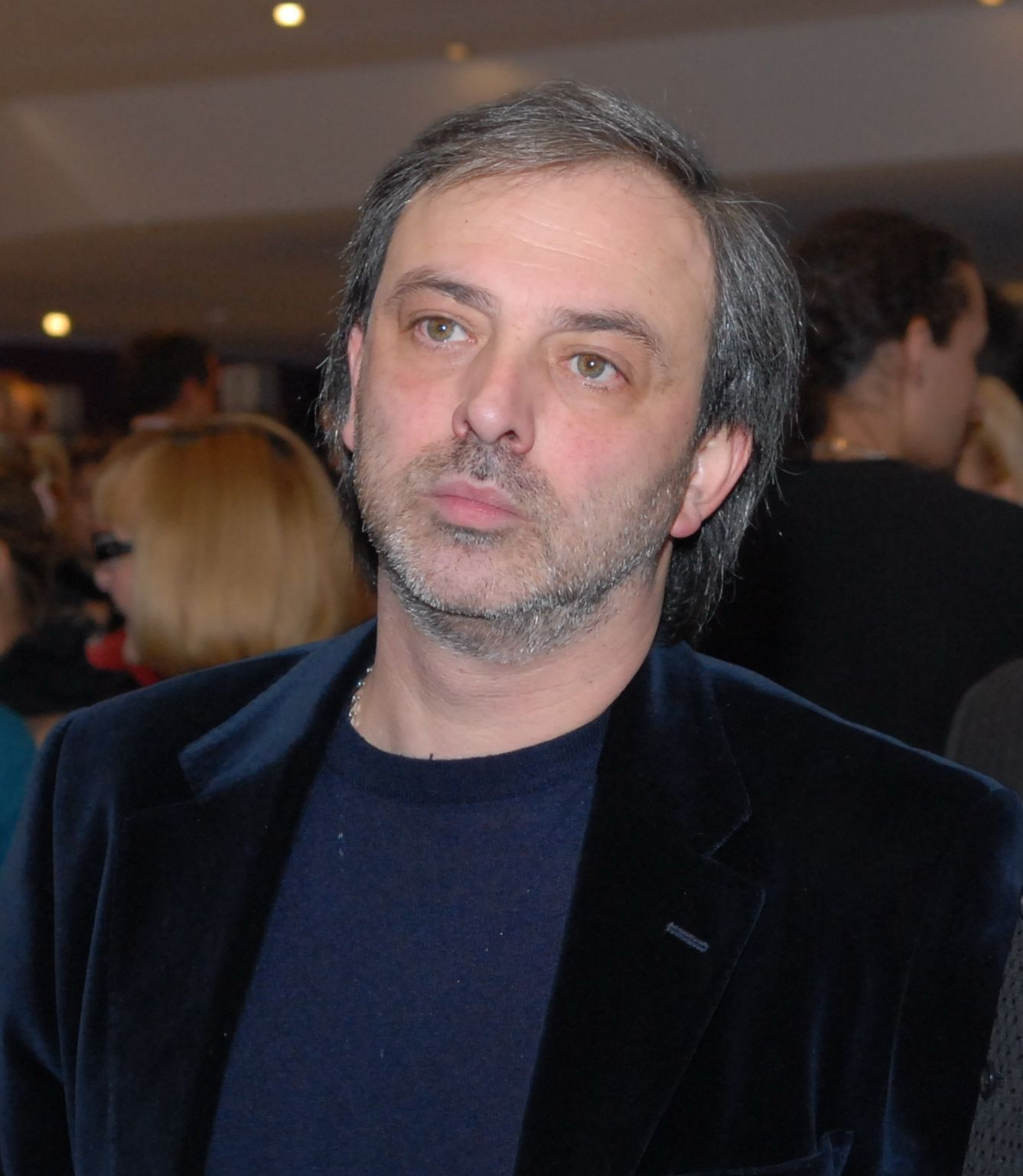
Борис Краснов

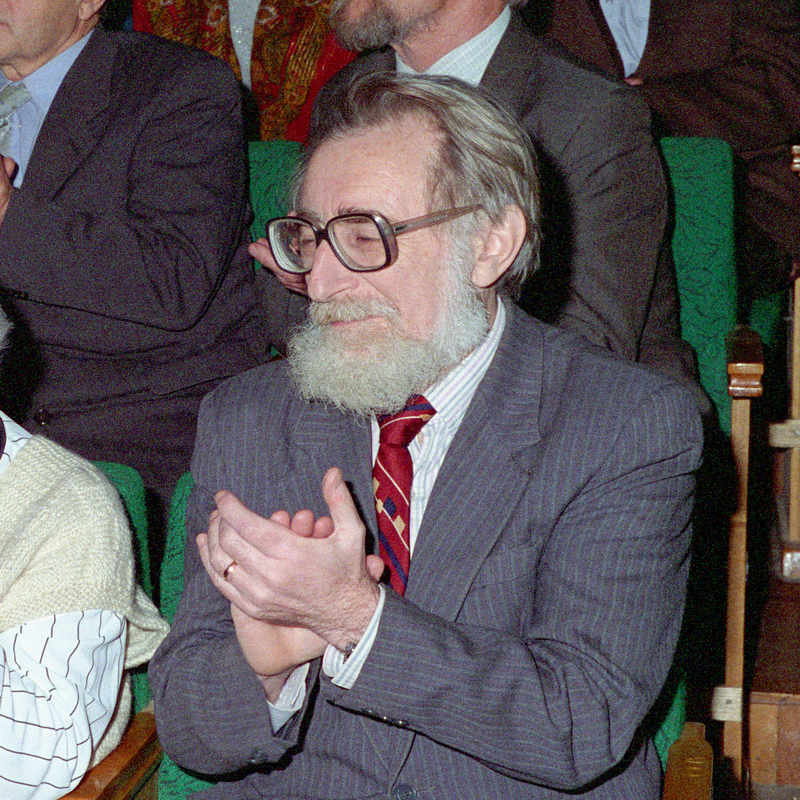
Юрий Первин

- Батт, Джахангир (78) — пакистанский хоккеист на траве, чемпион (1968 — в Мехико) и серебряный призёр (1972 — в Мюнхене) летних Олимпийских игр[380].
- Бердников, Владимир Иванович (75) — российский художник по стеклу, заслуженный художник Российской Федерации (1991)[381].
- Газиева, Зоя Максимовна (81) — советская и узбекская балерина, солистка балета Государственного академического Большого театра СССР и ансамбля народного танца Узбекистана «Бахор»[382].
- Заман, Амир (65) — пакистанский политический деятель, министр связи Пакистана (2017—2018), депутат Национальной Ассамблеи Пакистана (2013—2018)[383].
- Ирокава, Дайкити (96) — японский историк[384].
- Камынин, Леонид Иванович (93) — советский и российский журналист-международник[385].
- Котляр, Елена Семёновна (85) — советский и российский литературовед, доктор филологических наук, сотрудник ИМЛИ РАН[386].
- Краснов, Борис Аркадьевич (60) — российский художник-сценограф, дизайнер, продюсер, лауреат Государственной премии УССР им. Шевченко и Премии города Москвы в области литературы и искусства[387].
- Норок-Пынзару, Лидия (78) — советская и молдавская театральная актриса, артистка Бельцского национального театра имени Василия Александри, заслуженная артистка Молдавской ССР[388].
- Первин, Юрий Абрамович (86) — советский и российский информатик, доктор педагогических наук (1989)[389].
- Спандерашвили, Бадри Гивиевич (51) — советский, грузинский и российский футболист и футбольный тренер[390].
- Шкляревский, Игорь Иванович (83) — русский поэт и переводчик, лауреат Государственной премии СССР (1987)[391].
- Шкурко, Евгений Прокофьевич (92) — советский военный лётчик, генерал-майор авиации[392].
- Ямамото, Эйити (80) — японский кинорежиссёр и сценарист[393].

## 6 сентября

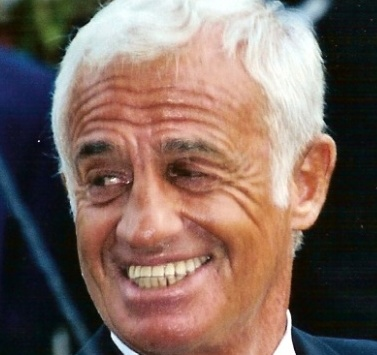
Жан-Поль Бельмондо

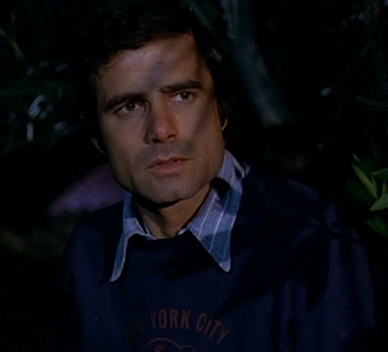
Нино Кастельнуово

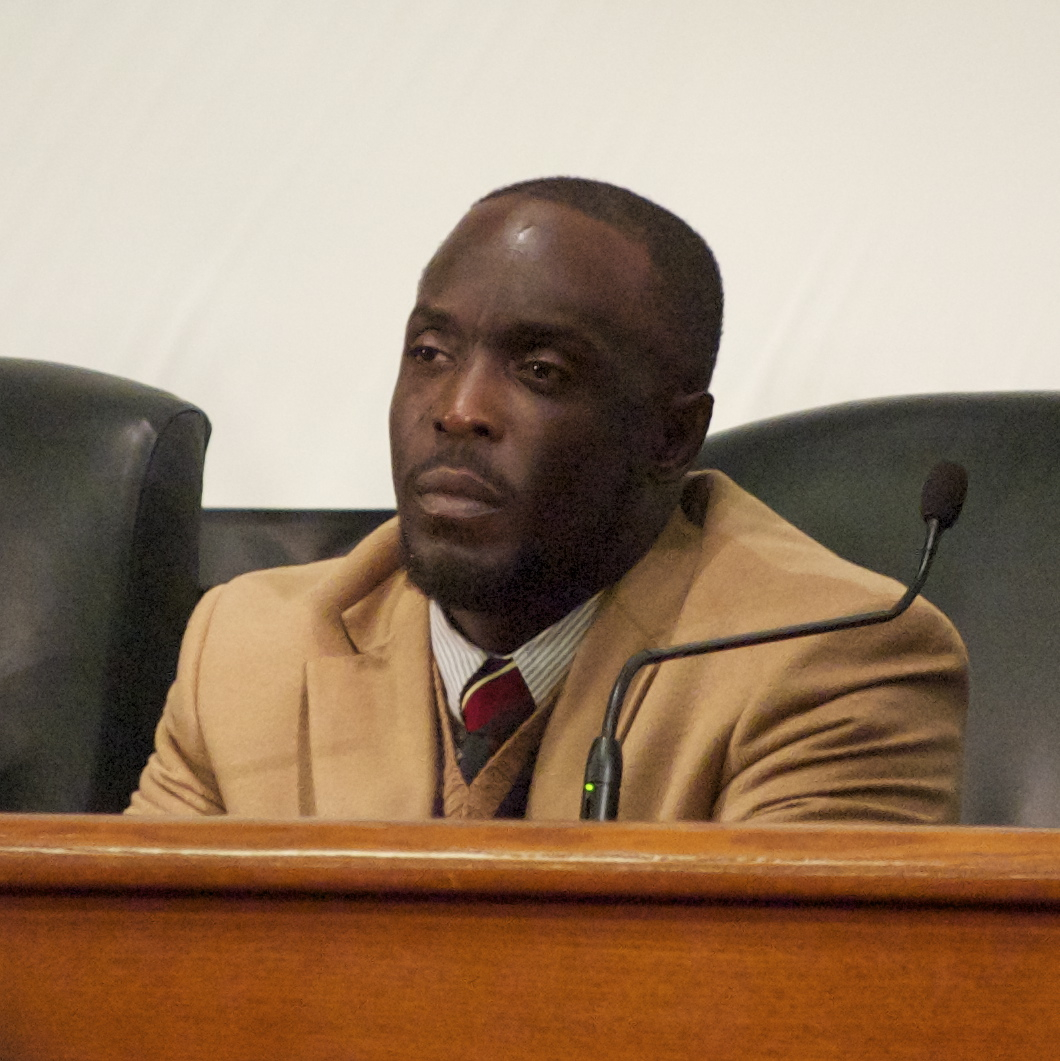
Майкл Уильямс

- Адамс, Жан-Пьер (73) — французский футболист, игрок «Ниццы» и национальной сборной[394].
- Бауман, Адам (73) — польский актёр[395].
- Бельмондо, Жан-Поль (88) — французский актёр[396].
- Ван дер Эльст, Корнелис (93) — нидерландский конькобежец, участник зимних Олимпийских игр в Осло (1952)[397].
- Витаньи, Иван (96) — венгерский социолог, философ и политический деятель, депутат Национального собрания Венгрии (1990—2014)[398].
- Галютин-Ялзак, Юрий Иванович (81) — марийский прозаик, поэт, журналист[399].
- Гарай Рахим (80) — советский и российский татарский писатель[400].
- Гонсалес Педреро, Энрике (91) — мексиканский политический деятель, сенатор (1970—1976)[401].
- Джонсон, Энтони (55) — американский актёр[402].
- Камагваза-Мсиби, Занеле (59) — южноафриканская политическая деятельница[403].
- Кастельнуово, Нино (84) — итальянский актёр театра, кино и телевидения[404].
- Косушкин, Валерий Фёдорович (72) — советский и российский художник-реставратор[405].
- Кубагушев, Айрат Минниахметович (71) — советский и российский башкирский композитор, заслуженный деятель искусств Российской Федерации[406].
- Ньютон, Майкл (69) — американский писатель[407].
- Орлова, Надежда Леонидовна (59) — советская волейболистка, победительница чемпионата Европы по волейболу среди женщин в Болгарии (1981)[408].
- Стивенсон, Эдлай III (90) — американский политический деятель, сенатор (1970—1981), сын Эдлая Стивенсона II[409].
- Уильямс, Майкл Кеннет (54) — американский киноактёр[410].
- Хеккер, Ян (54) — немецкий юрист и дипломат, посол Германии в Китае (с 2021)[411].

## 5 сентября

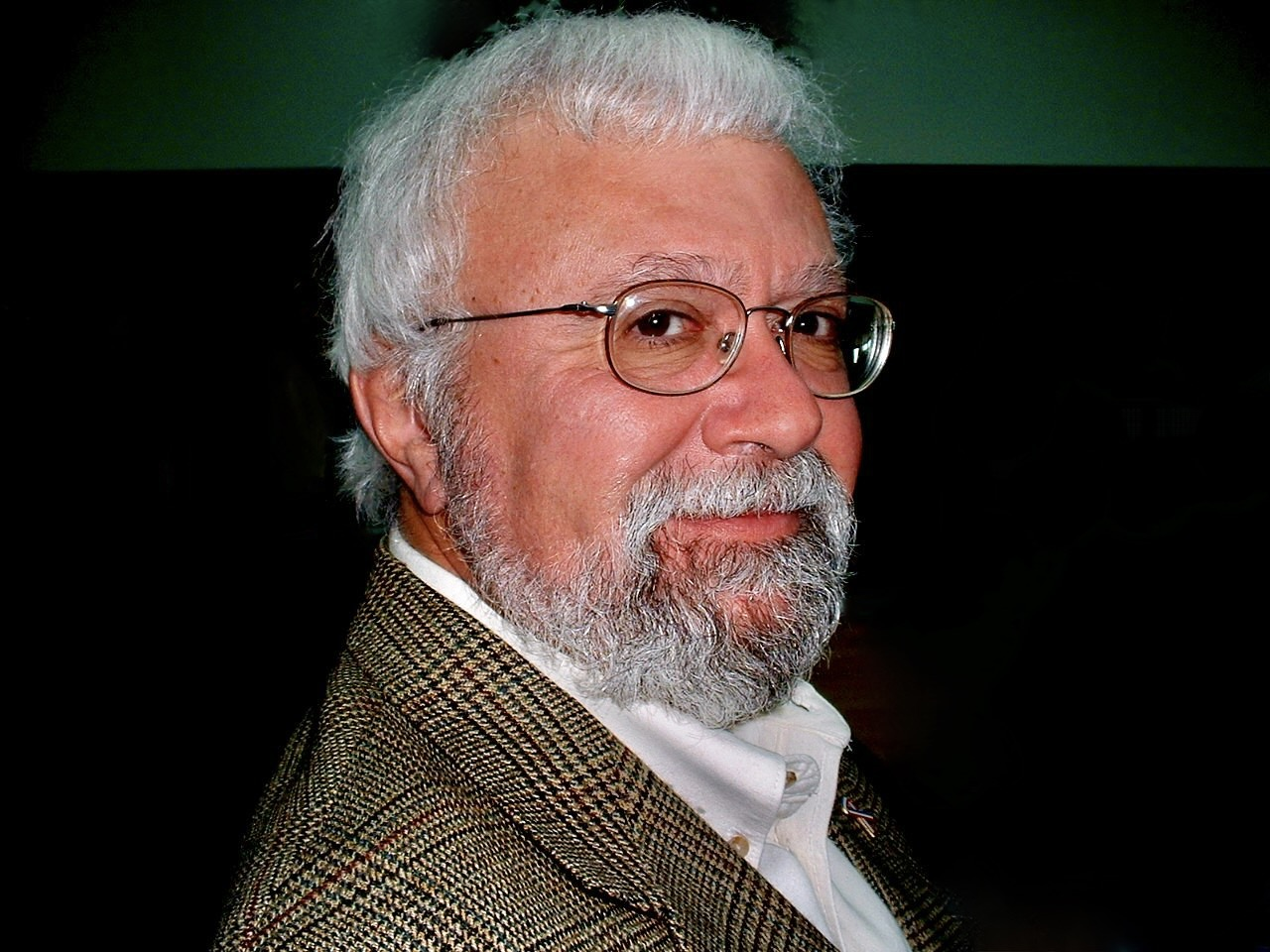
Юджин Борза

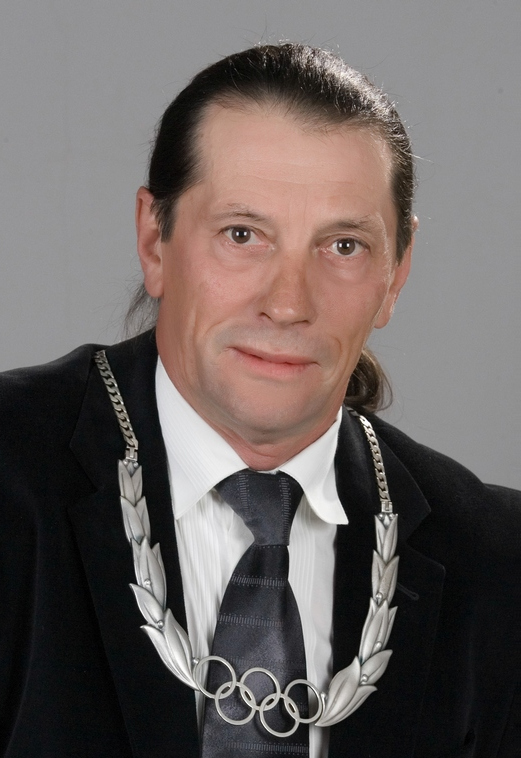
Иван Пацайкин

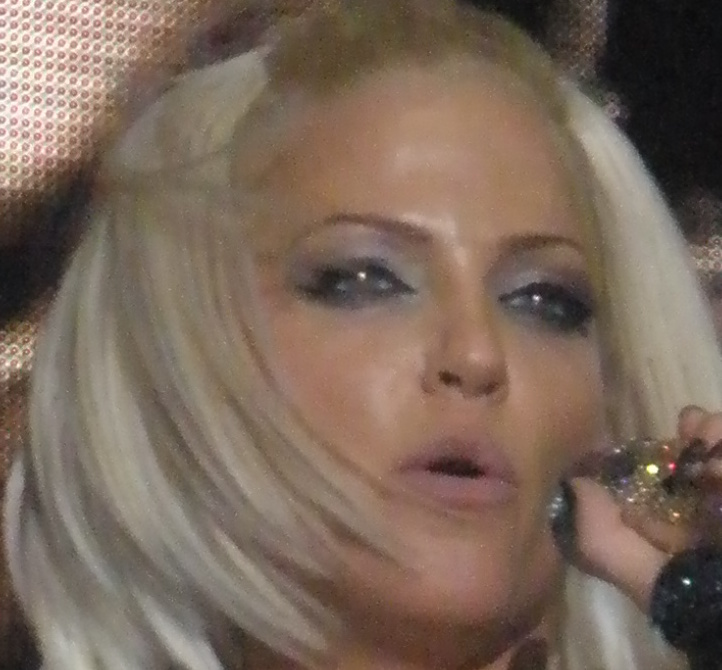
Сара Хардинг

- Борза, Юджин (86) — американский историк-антиковед[412].
- Дашти, Мохаммад Фахим (47/48) — афганский журналист и политический деятель; убит[413].
- Елешев, Рахимжан Елешевич (83) — советский и казахстанский агрохимик, член-корреспондент ВАСХНИЛ (1991—1992), иностранный член РАСХН (1992—2014), иностранный член РАН (2014)[414].
- Иона (Луанга) (76) — епископ Александрийской православной церкви, старец-митрополит Кампальский (с 1997), ипертим и экзарх всей Уганды[415].
- Карамитру, Ион (79) — румынский актёр, режиссёр и государственный деятель, министр культуры (1996—2000)[416].
- Литовченко, Владимир Григорьевич (89) — советский и украинский физик, член-корреспондент АН УССР / АНУ / НАНУ (1985)[417].
- Лифшиц, Юрий Иосифович (63) — российский писатель и литературный переводчик[418].
- Палтышев, Николай Николаевич (74) — советский и украинский педагог, народный учитель СССР (1987)[419].
- Пацайкин, Иван (71) — румынский гребец на каноэ, четырёхкратный чемпион летних Олимпийских игр (1968, 1972, 1980, 1984), девятикратный чемпион мира[420].
- Радишич, Живко (84) — государственный деятель Боснии и Герцеговины, Председатель Президентства (1998—1999, 2000—2001)[421].
- Селби, Тони (83) — английский актёр[422].
- Хан, Яков Николаевич (77) — советский и казахстанский композитор, фольклорный и джазовый музыкант[423].
- Хардинг, Сара (39) — английская певица, модель и актриса, солистка поп-группы Girls Aloud[424].
- Эгереши, Шандор (57) — сербский политический деятель венгерского меньшинства, председатель Скупщины Автономного края Воеводина (2008—2012)[425].

## 4 сентября

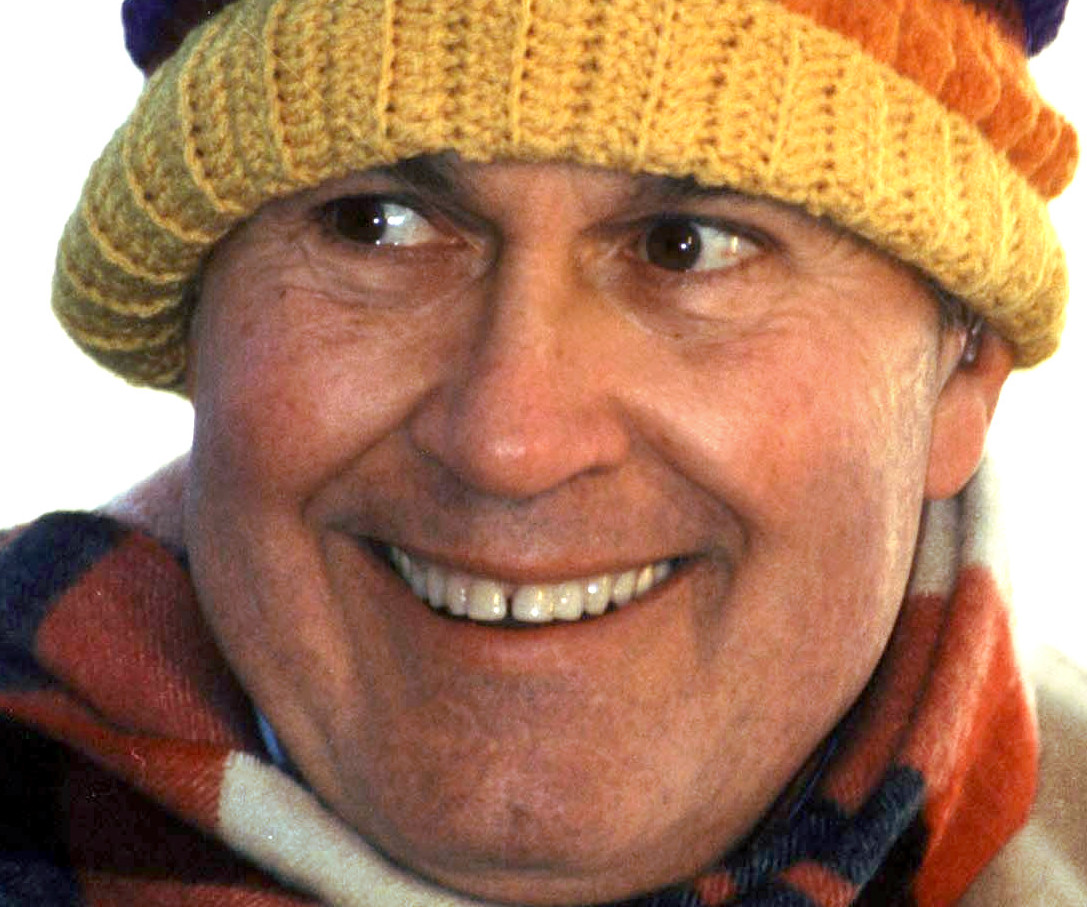
Уиллард Скотт

- Герхардсен, Руне (75) — норвежский государственный деятель, мэр Осло (1992—1997)[426].
- Гигер, Альберт (74) — швейцарский лыжник, бронзовый призёр зимних Олимпийских игр в Саппоро (1972)[427].
- Грогюэ, Леонар (81) — ивуарийский актёр[428].
- Кафаро, Билли (84) — аргентинский певец[429].
- Комиссаров, Борис Николаевич (81) — советский и российский историк, доктор исторических наук, профессор СПбГУ[430].
- Скотт, Уиллард (87) — американский актёр и писатель, создатель Рональда Макдональда[431].
- Цепак, Богумил (70) — чешский гандболист, участник Летних Олимпийских игр 1976 года в Монреале[432].
- Шлайх, Йорг (86) — немецкий структурный инженер[433].
- Эрбер, Герхард (86) — немецкий пианист, профессор Лейпцигской высшей школы музыки и театра[434].

## 3 сентября

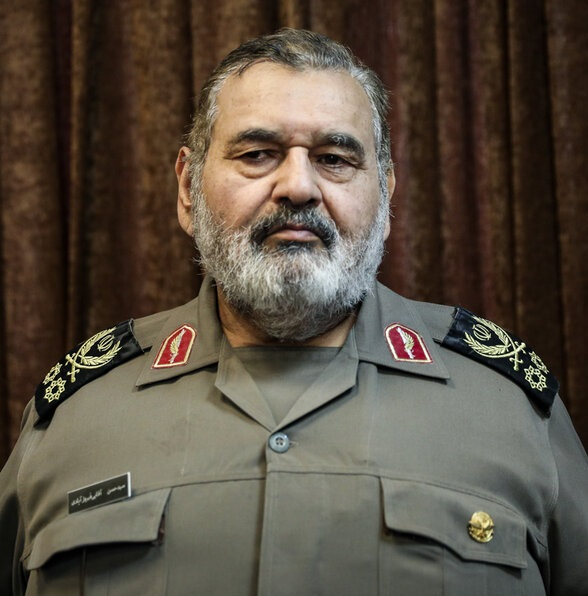
Сейед Хасан Фирузабади

- Берёзкин, Александр Григорьевич (41) — российский футбольный судья, судья чемпионатов мира по пляжному футболу 2008, 2009, 2011 и 2013 годов[435].
- Бешлич, Любо (63) — боснийский хорватский политический деятель, мэр Мостара (2004—2021)[436].
- Газиев, Ариф (84) — советский и азербайджанский скульптор, народный художник Азербайджана[437].
- Инкпен, Барбара (71) — британская легкоатлетка (прыжки в высоту), серебряный призёр чемпионата Европы в Хельсинки (1971), участница летних Олимпийских игр в Мехико (1968) и в Мюнхене (1972)[438].
- Лопес, Иоланда (78) — американская художница[439].
- Мазери, Аттилио (85) — итальянский кардиолог, ведущий исследователь в области ишемической болезни сердца[440].
- Мамберти, Сержиу (82) — бразильский актёр, режиссёр, продюсер и драматург[441].
- Матущак, Бернадетта (84) — польский композитор[442].
- Молина, Энрике (76) — кубинский актёр[443].
- Саваи, Синъитиро (83) — японский кинорежиссёр[444].
- Сампайю, Игорь (76) — португальский актёр[445].
- Топчиян, Александр Эдвардович (81) — советский и армянский литературовед и переводчик, лауреат премии президента Республики Армения[446].
- Фирузабади, Сейед Хасан (70) — иранский военачальник, генерал-майор, начальник Генштаба Вооружённых сил Ирана (1989—2016)[447].
- Хайрулинов, Ильбек Сунагатович (81) — советский и российский художник, заслуженный художник Российской Федерации[448].
- Эрмлер, Дина Георгиевна (93) — советская певица и танцовщица, вдова М. Ф. Эрмлера[449].

## 2 сентября

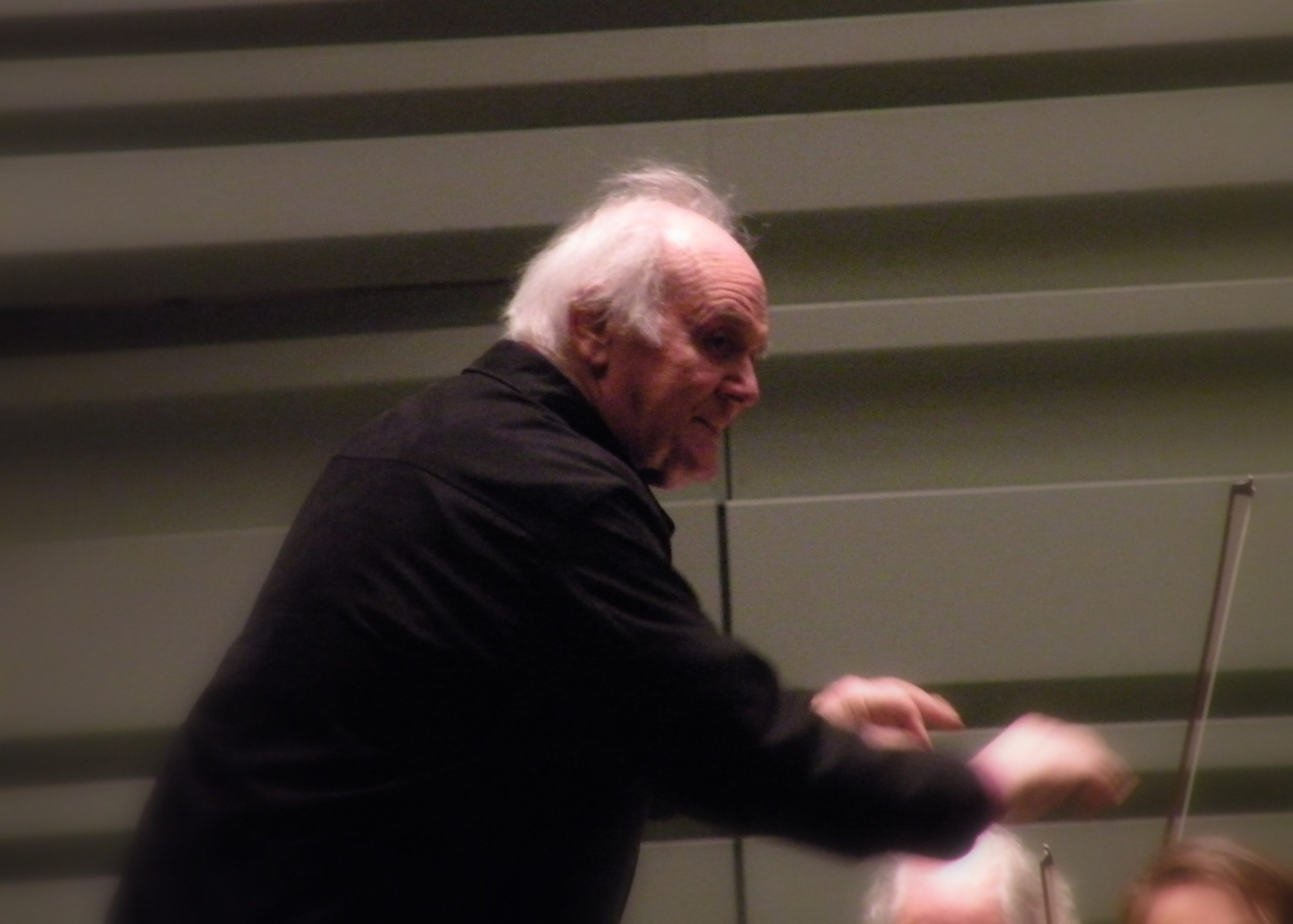
Мишель Корбоз

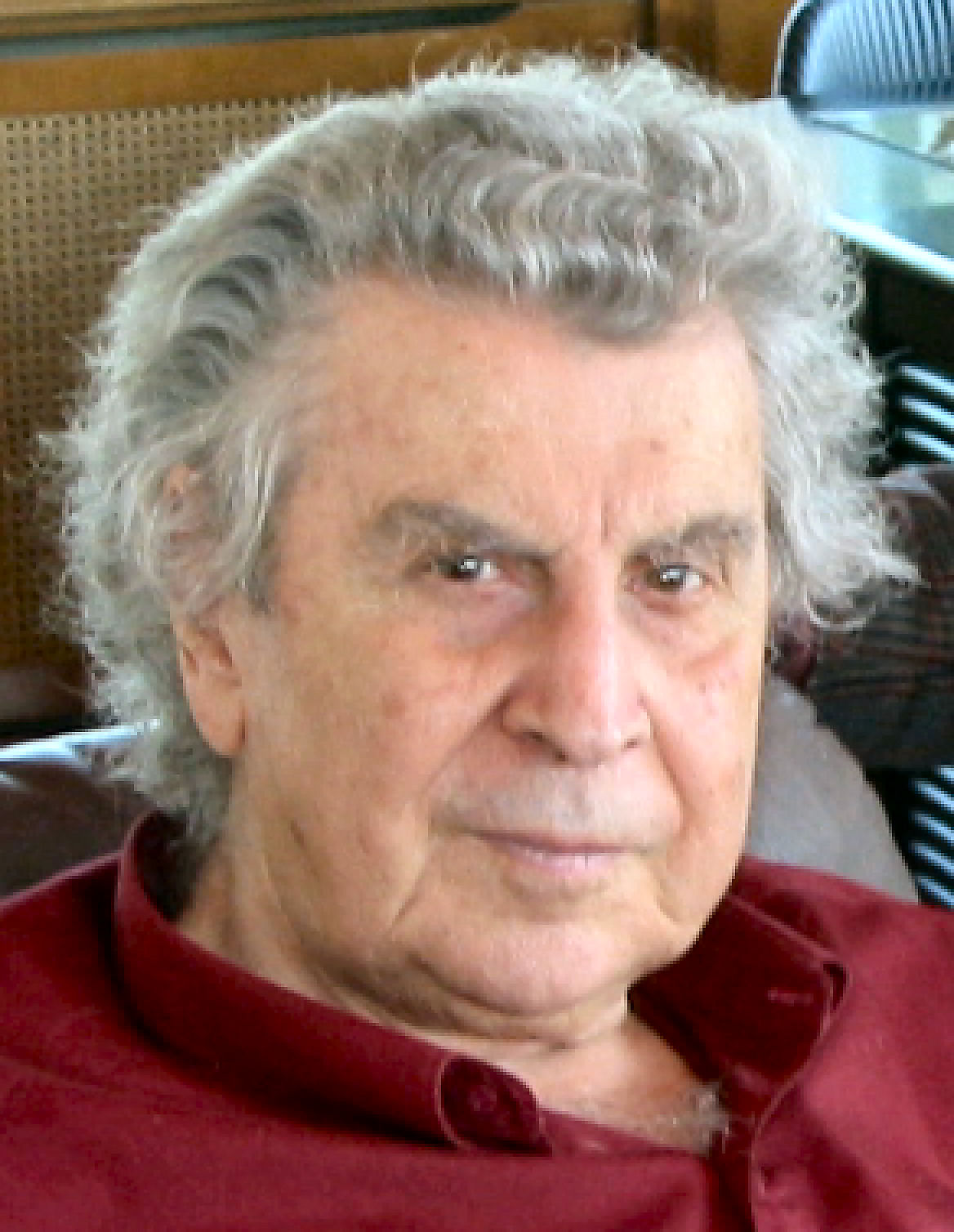
Микис Теодоракис

- Васильченко, Николай Николаевич (84) — советский и киргизский государственный деятель, министр жилищно-коммунального хозяйства Киргизской ССР[450].
- Губачек, Владимир (89) — чехословацкий автогонщик, победитель Кубка Дружбы социалистических стран (1969)[451].
- Дель Джудиче, Даниэле (72) — итальянский писатель[452].
- Ибрагимов, Айдын Али оглы (82) — советский борец вольного стиля, бронзовый призёр летних Олимпийских игр в Токио (1964), чемпион мира (1963) и Европы (1966), заслуженный мастер спорта СССР (1965), заслуженный тренер СССР[453].
- Кано, Лилиана (96) — итальянская художница[454].
- Касымов, Курбанмухаммед Гаджарович (67) — туркменский юрист, государственный деятель и дипломат, вице-премьер (1993), министр внутренних дел (1993—1998), обороны (1998—1999), юстиции (1999—2001), посол в Китае (2001—2008) и Казахстане (2008—2009)[455].
- Корбоз, Мишель (87) — швейцарский дирижёр и композитор[456].
- Медина, Хосефина (51) — филиппинская спортсменка (настольный теннис), бронзовый призёр Паралимпийских игр 2016[457].
- Менгал, Атауллах (93) — пакистанский государственный деятель, главный министр Белуджистана (1972—1973)[458].
- Немысский, Михаил Александрович (76) — советский и российский телевизионный и кинооператор, заслуженный деятель искусств Республики Северная Осетия — Алания и Республики Дагестан[459].
- Да Нобрега, Изабел (96) — португальская писательница[460].
- Полунин, Вячеслав Михайлович (80) — советский и российский физик, доктор физико-математических наук, профессор кафедры нанотехнологий, микроэлектроники, общей и прикладной физики ЮЗГУ[461].
- Пшенников, Ксенофонт Николаевич (95) — советский и российский якутский скульптор[462].
- Соареш Кошта, Мануэл Жозе Диаш (88) — португальский политический деятель, министр сельского хозяйства Португалии[463].
- Теодоракис, Микис (96) — греческий композитор, лауреат Международной Ленинской премии «За укрепление мира между народами» (1983), общественный и политический деятель[464].
- Фонкич, Борис Львович (83) — советский и российский эллинист, доктор исторических наук (1992), профессор кафедры византийской и новогреческой филологии филфака МГУ[465].
- Четинель, Нусрет (69) — турецкий актёр[466].
- Шукла, Сидхартх (40) — индийский актёр[467].
- Эшете, Алемайеху (80) — эфиопский певец[468].

## 1 сентября

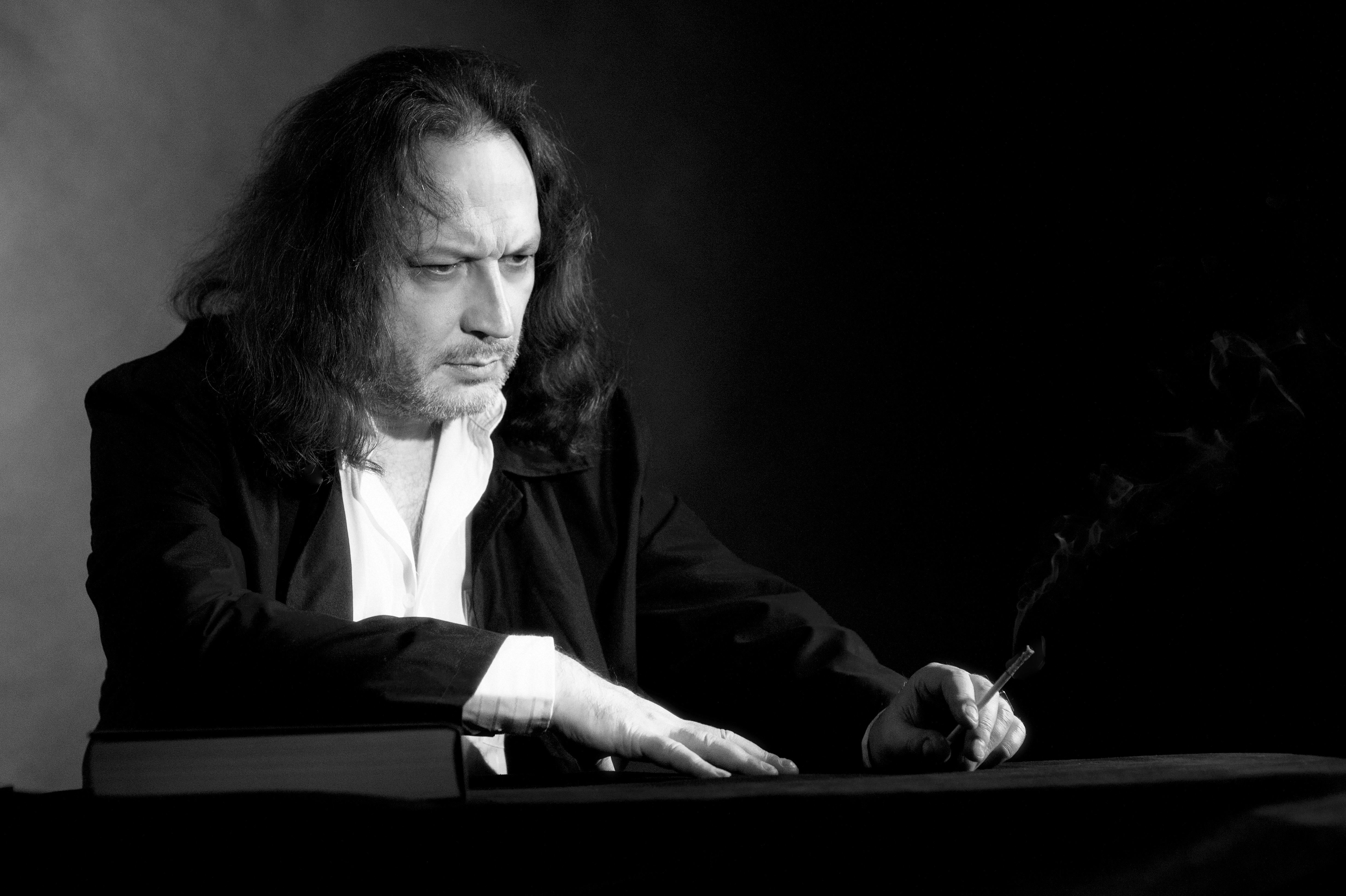
Герман Гецевич

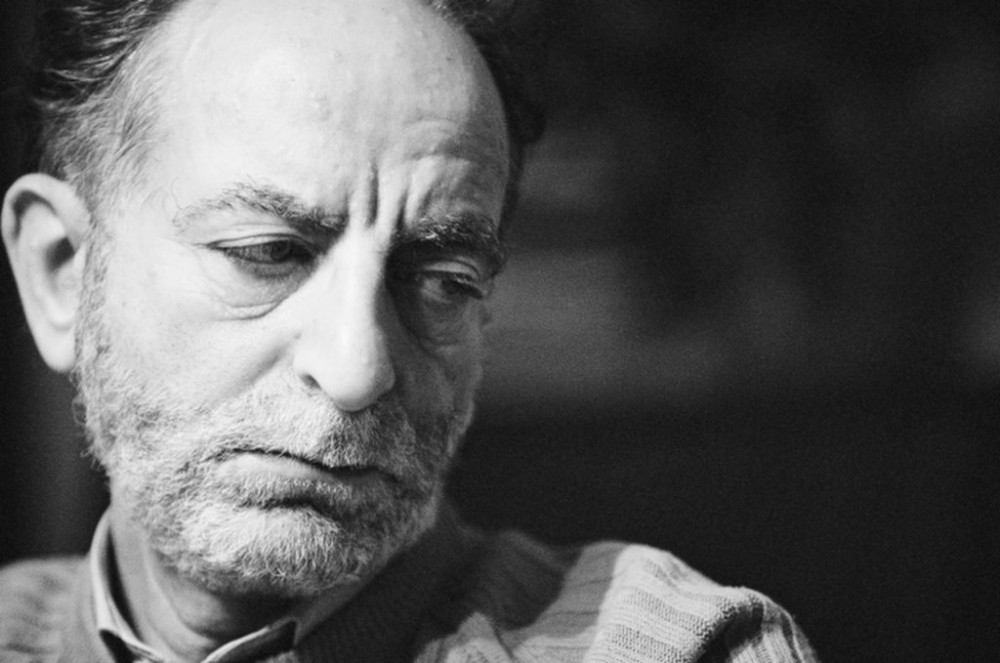
Георгий Курбатьян

- Абдулле, Ассир (50) — швейцарский математик[469].
- Альварес, Адальберто (72) — кубинский пианист, композитор и музыкальный руководитель[470].
- Бреден, Жан-Дени (92) — французский юрист и историк, член Французской академии (1989)[471].
- Гецевич, Герман Александрович (59) — российский поэт, прозаик, переводчик, автор и исполнитель песен[472].
- Катальди, Анна (81) — итальянская журналистка и продюсер, Посланник мира Организации Объединённых Наций (1998—2006)[473].
- Кубатьян, Георгий Иосифович (75) — армянский поэт и переводчик[474].
- Курамин, Владимир Петрович (84) — советский и российский государственный деятель, председатель Государственного комитета Российской Федерации по вопросам развития Севера (1993—1994)[475].
- Лузан, Александр Григорьевич (84) — советский и российский военный инженер, заместитель командующего — главный инженер войск ПВО Сухопутных войск (1982—1992), генерал-лейтенант, лауреат Государственной премии СССР, доктор технических наук[476].
- Макфейл, Кэтрин (75) — шотландская писательница[477].
- Половинко, Евгений Иванович (68) — советский футболист[478].
- Родригес, Хуан (77) — чилийский футболист, игрок национальной сборной[479].
- Серантес, Леопольдо (59) — филиппинский боксёр, бронзовый призёр летних Олимпийских игр в Сеуле (1988)[480].
- Стоун, Маргарет — австралийский судья, Генеральный инспектор разведки и безопасности (2015—2020)[481].
- Торн, Карлос (98) — перуанский писатель и юрист[482].
- Фрэн, Кэрол (87) — американская певица, пианистка и автор песен[483].
- Храбунов, Александр Анатольевич (61) — российский рок-гитарист, участник группы «Зоопарк»[484].
- Шийян, Поль (85) — французский футболист, игрок «Нима» и национальной сборной[485].
- Яныков, Петр — болгарский певец[486].